# Bầu cử tổng thống Hoa Kỳ 1856
Cuộc bầu cử tổng thống Hoa Kỳ năm 1856 là cuộc bầu cử tổng thống bốn năm một lần thứ 18, được tổ chức vào thứ ba, ngày 4 tháng 11 năm 1856. Trong một cuộc bầu cử với 3 đảng tham gia, ứng viên Dân chủ James Buchanan đánh bại ứng viên Cộng hòa John C. Frémont và ứng viên Nhất Vô Sở Tri, cựu Tổng thống Millard Fillmore.
Đây là lần duy nhất trong lịch sử Hoa Kỳ, trong đó một đảng chính trị từ chối tái đề cử tổng thống đương nhiệm và giành chiến thắng. Tổng thống Dân chủ đương nhiệm Franklin Pierce không được ủng hộ ở miền Bắc vì ông đã ủng hộ phe phản đối bãi nô trong cuộc nội chiến diễn ra ở lãnh thổ Kansas, và Buchanan đã đánh bại Pierce tại Đại hội toàn quốc Đảng Dân chủ năm 1856. Buchanan, một cựu Ngoại trưởng, đã tránh được các cuộc tranh luận gây chia rẽ về Đạo luật Kansas – Nebraska nhờ phục vụ với tư cách là Đại sứ Hoa Kỳ tại Vương quốc Anh.
Chế độ nô lệ cùng với nhiều câu hỏi về sự tồn tại của Hoa Kỳ là những vấn đề chính xuyên suốt bầu cử. Đảng Dân chủ được coi là đảng ủng hộ chế độ nô lệ trong khi Đảng Cộng hòa mới phản đối chế độ này. Đảng Nhất Vô Sở Tri (được biết đến chính thức là Đảng Người Mỹ Bản địa) đã cạnh tranh với Đảng Cộng hòa để thay thế Đảng Whig trở thành đảng đối lập chính với Đảng Dân chủ.
Đại hội toàn quốc Đảng Cộng hòa năm 1856 đã đề cử Frémont, một nhà thám hiểm và sĩ quan quân đội từng phục vụ trong Chiến tranh Mỹ - Mexico. Đảng Nhất Vô Sở Tri , đã luôn phớt lờ các câu hỏi về chế độ nô lệ mà thay vào đó nhấn mạnh các chính sách chống nhập cư và chống Công giáo của mình, đã đề cử cựu Tổng thống Millard Fillmore. Bất ổn chính trị trong nước là một yếu tố chính giúp cả Buchanan và Fillmore, những người đã không tham gia chính trường trong nước một thời gian và chưa từng đưa ra quan điểm về những câu hỏi gây chia rẽ liên quan đến chế độ nô lệ, giành lấy đề cử.
Buchanan đã giành được đa số phiếu phổ thông và đa số phiếu đại cử tri, chiếm tất cả trừ một bang nô lệ và năm bang tự do. Tỷ lệ phiếu phổ thông 12,2% của ông là tỷ lệ chênh lệch lớn nhất trong khoảng thời gian từ năm 1836 đến năm 1904. Tuy nhiên, cuộc bầu cử sít sao hơn so với tưởng tượng: nếu Fillmore thắng bất kỳ hai (hoặc cả ba) bang Kentucky, Tennessee và Louisiana và Frémont thắng Illinois, tức cần thay đổi ít hơn 25.000 phiếu bầu, thì một cuộc bầu cử phụ sẽ phải diễn ra tại Hạ viện, vốn được kiểm soát bởi một liên minh chống lại Đảng Dân chủ, và người đắc cử chắc chắn không phải Buchanan.
Frémont đã giành được đa số phiếu đại cử tri từ các bang tự do và đứng thứ hai trong phổ thông đầu phiếu trên toàn quốc, trong khi Fillmore chiếm 21,5% số phiếu phổ thông và giành được phiếu đại cử từ Maryland. Nhất Vô Sơ Tri nhanh chóng sụp đổ sau cuộc bầu cử, vì hầu hết các thành viên ủng hộ bãi nô của nó đã gia nhập Đảng Cộng hòa sau phán quyết của Tòa án Tối cao năm 1857 trong vụ Dred Scott kiện Sandford. Năm 1856 là năm cuối cùng đảng Dân chủ thắng trong một cuộc bầu cử tổng thống cho đến năm 1884, do đảng Cộng hòa sẽ nổi lên là đảng thống trị trong và sau Nội chiến.

## Đề cử

### Đề cử của Đảng Dân chủ
| Đề cử của Đảng Dân chủ năm 1856                 |                                                      |
| James Buchanan                                  | John C. Breckinridge                                 |
| cho Tổng thống                                  | cho Phó Tổng thống                                   |
|                                                 |                                                      |
| Cựu Đại sứ Hoa Kỳ tại Vương quốc Anh(1853–1856) | Cựu Hạ nghị sĩ Hoa Kỳ từ Khu 8, Kentucky (1851–1855) |

Các ứng viên Dân chủ:
- James Buchanan, Đại sứ Hoa Kỳ tại Anh và cựu Ngoại trưởng
- Franklin Pierce, Tổng thống Hoa Kỳ đương nhiệm
- Stephen Douglas, Thượng nghị sĩ Hoa Kỳ từ Illinois
- Lewis Cass, Cựu Thượng nghị sĩ Hoa Kỳ từ Michigan và ứng viên Tổng thống năm 1848

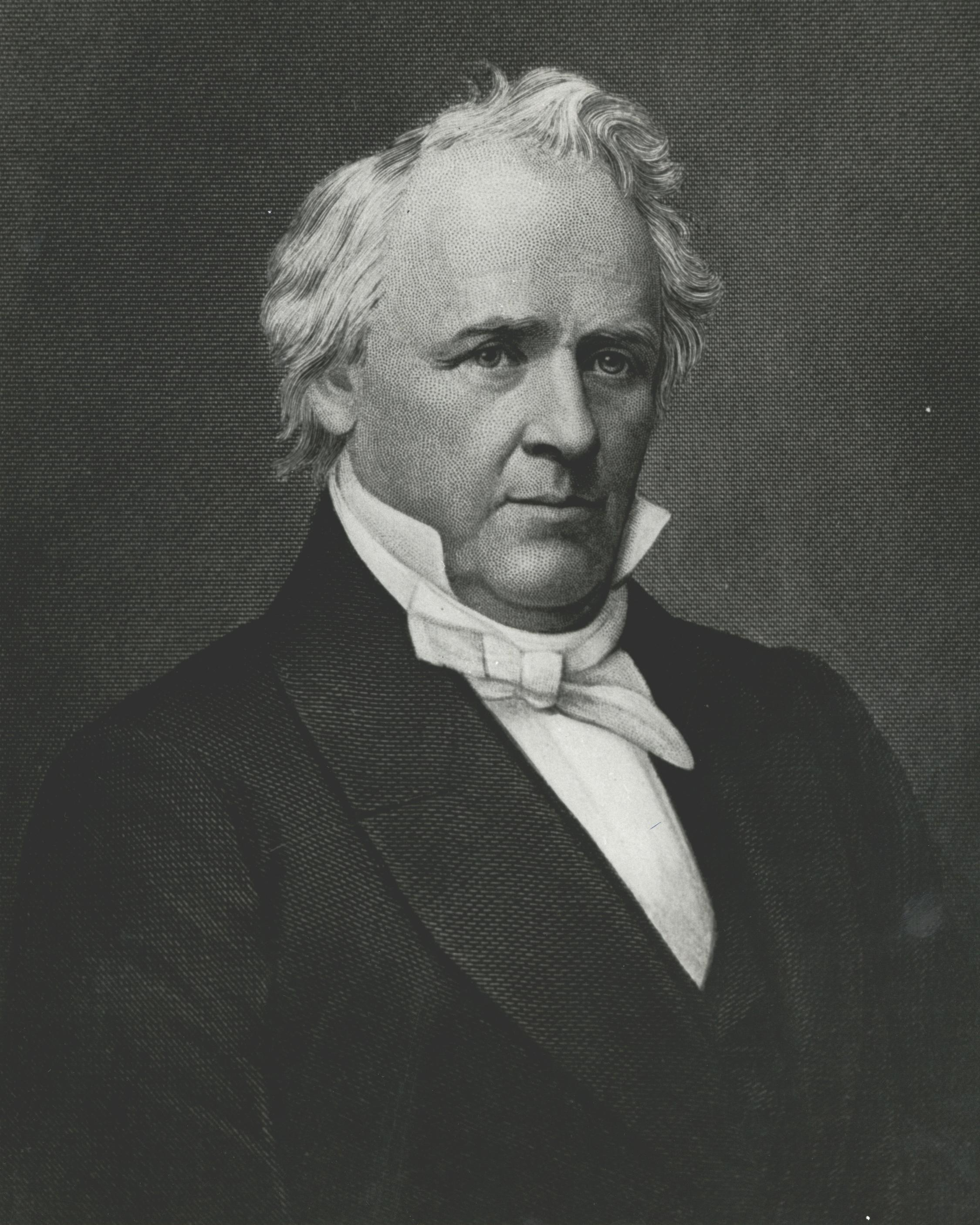
Đại sứ tại Vương quốc Anh và cựu Ngoại trưởng James Buchanan
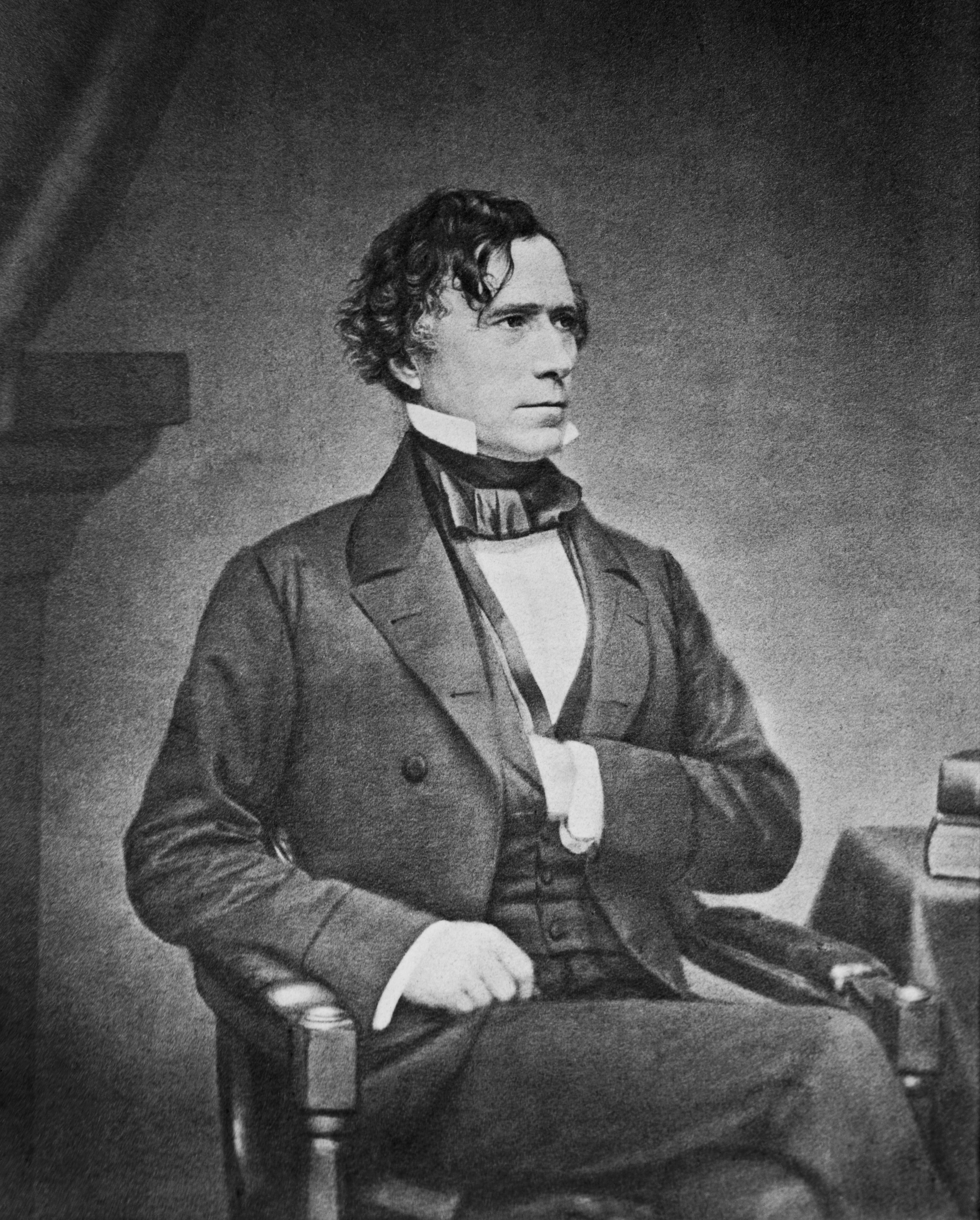
Tổng thống Franklin Pierce (Rút lui trong lần bỏ phiếu thứ 15 và sau đó ủng hộ Stephen Douglas)
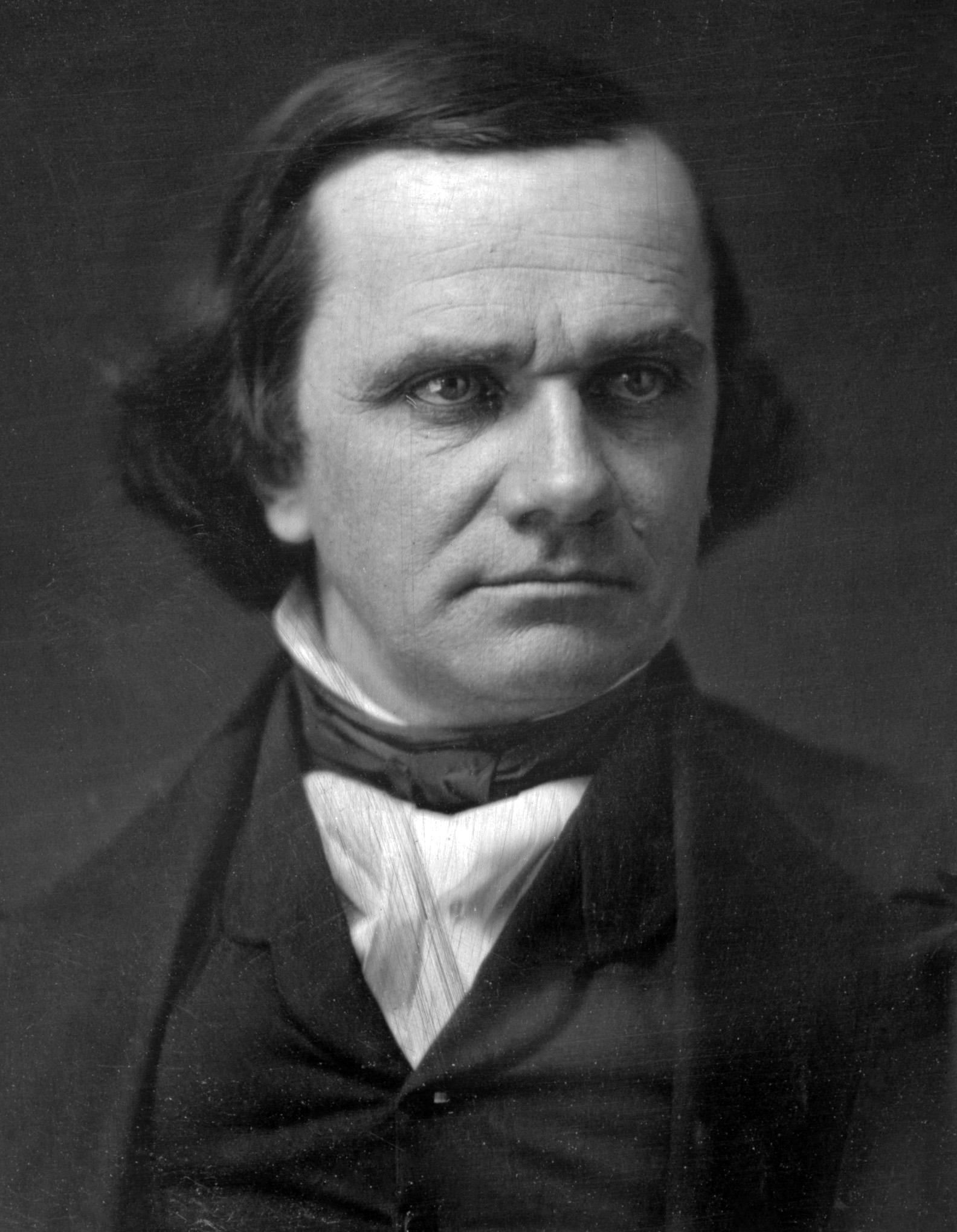
Thượng nghị sĩ Stephen A. Douglas từ Illinois (Rút lui trong lần bỏ phiếu thứ 17 và sau đó ủng hộ James Buchanan)
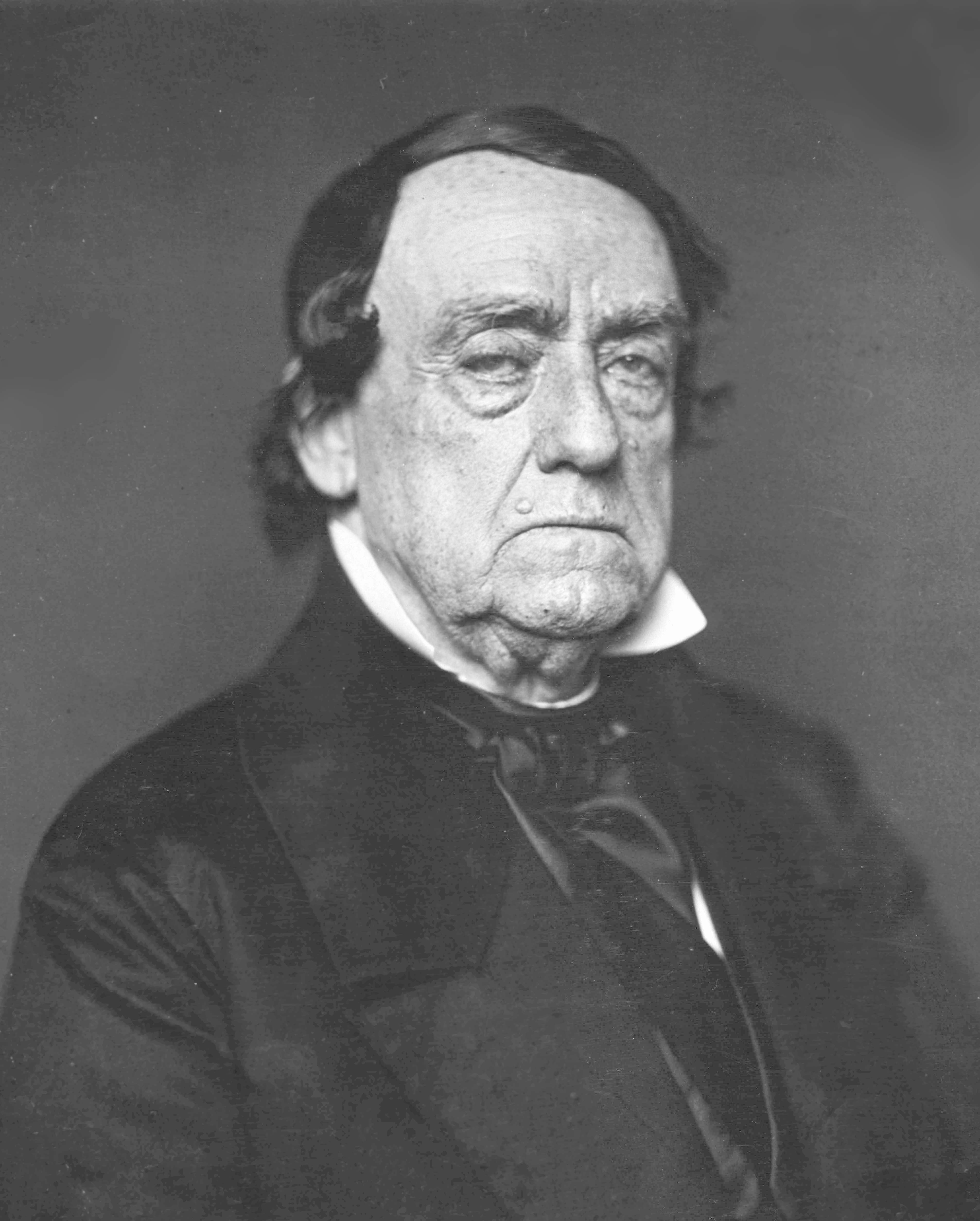
Cựu Thượng nghị sĩ Lewis Cass từ Michigan

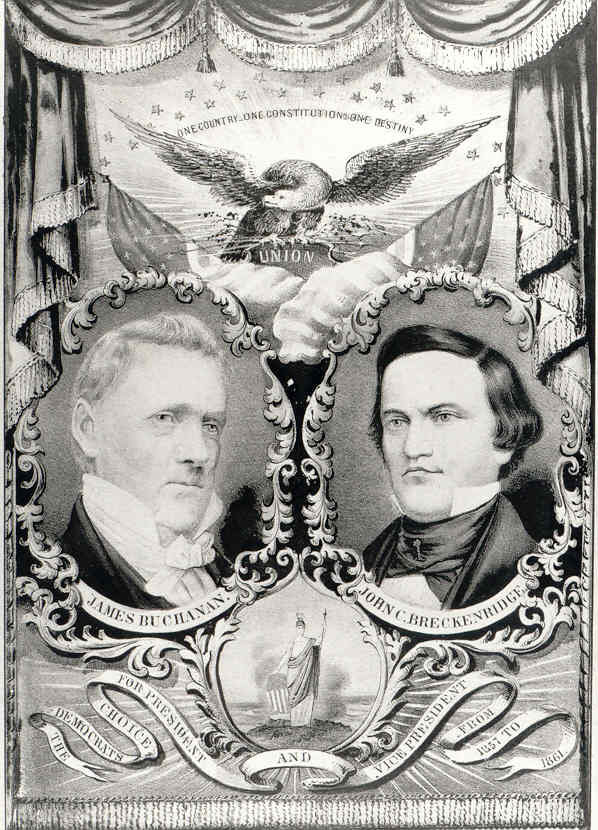
Áp phích chiến dịch Buchanan/Breckinridge

Đảng Dân chủ bị tổn thất nghiêm trọng trong cuộc bầu cử giữa kỳ 1854–1855. Thượng nghị sĩ Hoa Kỳ Stephen A. Douglas từ Illinois, người đã bảo trợ cho Đạo luật Kansas-Nebraska, đã tham gia cuộc đua chống lại Tổng thống Franklin Pierce. Phái đoàn Pennsylvania tiếp tục ủng hộ James Buchanan.
Đại hội toàn quốc Đảng Dân chủ lần thứ 7 được tổ chức tại Hội trường Smith và Nixon ở Cincinnati, Ohio, từ ngày 2 đến ngày 6 tháng 6 năm 1856. Các đại biểu đã bị chia rẽ sâu sắc về chế độ nô lệ. Trong lần bỏ phiếu đầu tiên, Buchanan đứng đầu với 135,5 phiếu so với 122,5 cho Pierce, 33 cho Douglas, và 5 cho Cass, người đã từng là ứng cử viên tổng thống vào năm 1848. Với mỗi lá phiếu thành công, Douglas đều cản trở kế hoạch tái tranh cử của Pierce. Vào lần bỏ phiếu thứ 15, hầu hết các đại biểu ủng hộ Pierce chuyển sang ủng hộ Douglas trong nỗ lực ngăn chặn Buchanan, nhưng Douglas đã rút lui khi rõ ràng Buchanan nhận được sự ủng hộ của đa số đại biểu tại đại hội, và ông cũng lo ngại rằng việc tiếp tục tham gia tranh cử của ông có thể dẫn đến chia rẽ trong nội bộ và đảng có thể thua cuộc tổng tuyển cử. Lần đầu tiên trong lịch sử Hoa Kỳ, một Tổng thống đương nhiệm bị đảng của mình từ chối tái đề cử trong nỗ lực tìm kiếm nhiệm kỳ hai.
Một loạt các ứng cử viên đã được đề cử cho chức phó tổng thống, nhưng một số người trong số họ đã cố gắng rút lui, trong số đó có người được đề cử cuối cùng, John C. Breckinridge từ Kentucky. Breckinridge, ngoài việc được chọn làm đại biểu, đã ủng hộ cựu Chủ tịch Hạ viện Linn Boyd cho vị trí phó tổng thống. Tuy nhiên, sau một nỗ lực do phái đoàn Vermont dẫn đầu, Breckinridge đã được đề cử ở lần bỏ phiếu thứ hai.

### Đề cử của Đảng Cộng hòa
| Đề cử của Đảng Cộng hòa năm 1856                    |                                                     |
| John C. Frémont                                     | William L. Dayton                                   |
| cho Tổng thống                                      | cho Phó Tổng thống                                  |
|                                                     |                                                     |
| Cựu Thượng nghị sĩ Hoa Kỳ từ California (1850–1851) | Cựu Thượng nghị sĩ Hoa Kỳ từ New Jersey (1842–1851) |
|                                                     |                                                     |

Các ứng cử viên Cộng hòa:
- John C. Frémont, Cựu Thượng nghị sĩ Hoa Kỳ từ California
- John McLean, Thẩm phán Đồng nhiệm Tòa án Tối cao Hoa Kỳ

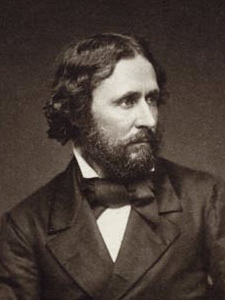
Cựu Thượng nghị sĩ John C. Frémont từ California
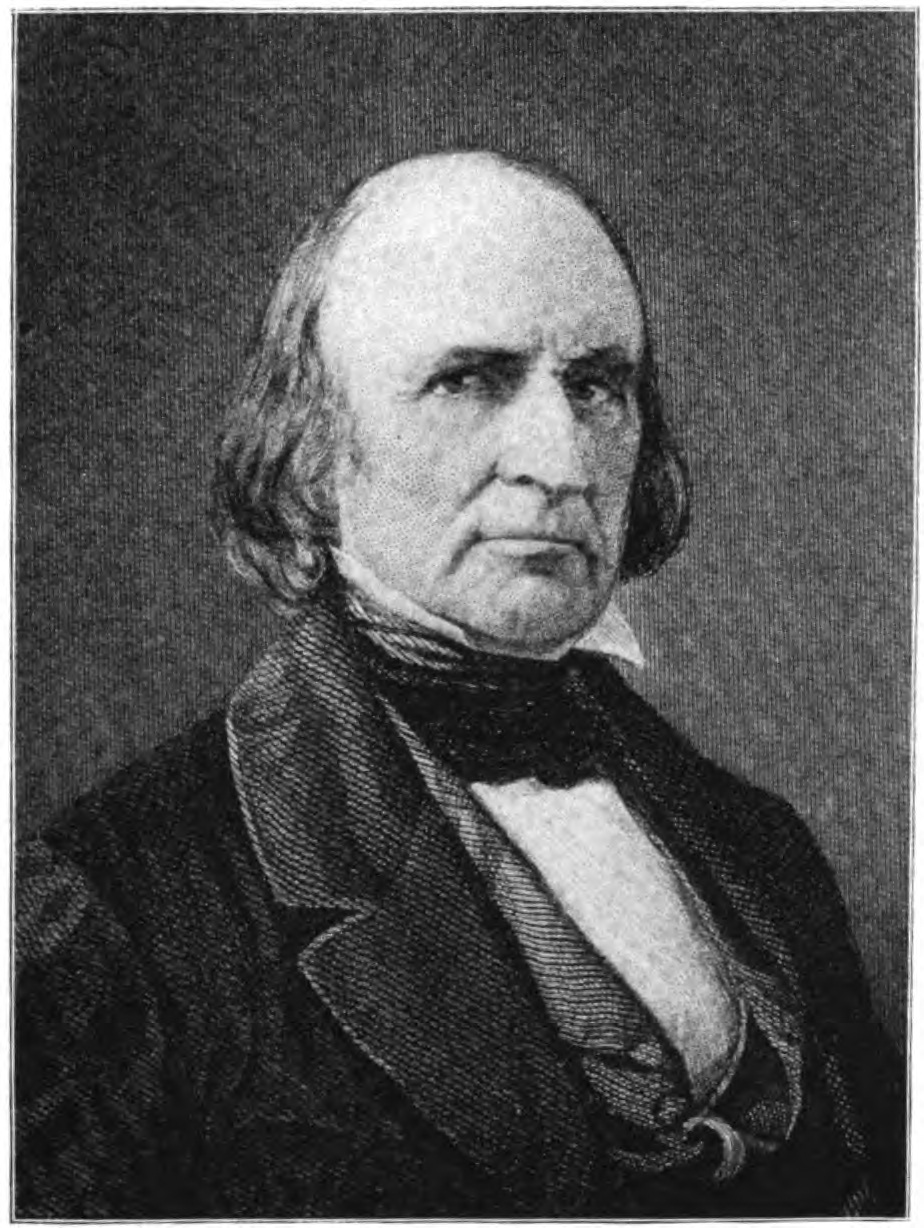
Thẩm phán Đồng nhiệm Tòa án Tối cao John McLean
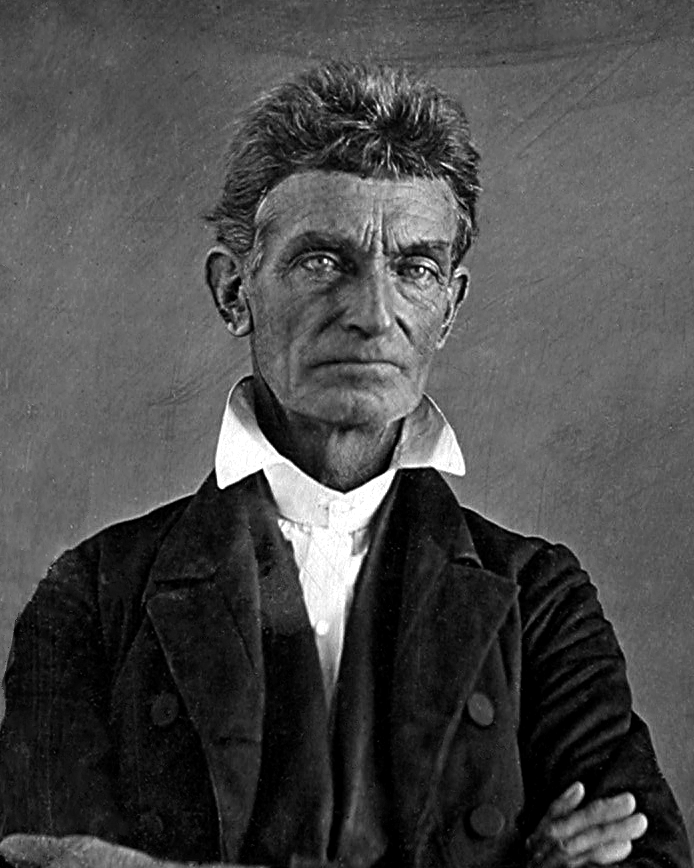
Người ủng hộ bãi nô John Brown từ New York (Từ chối ứng cử)
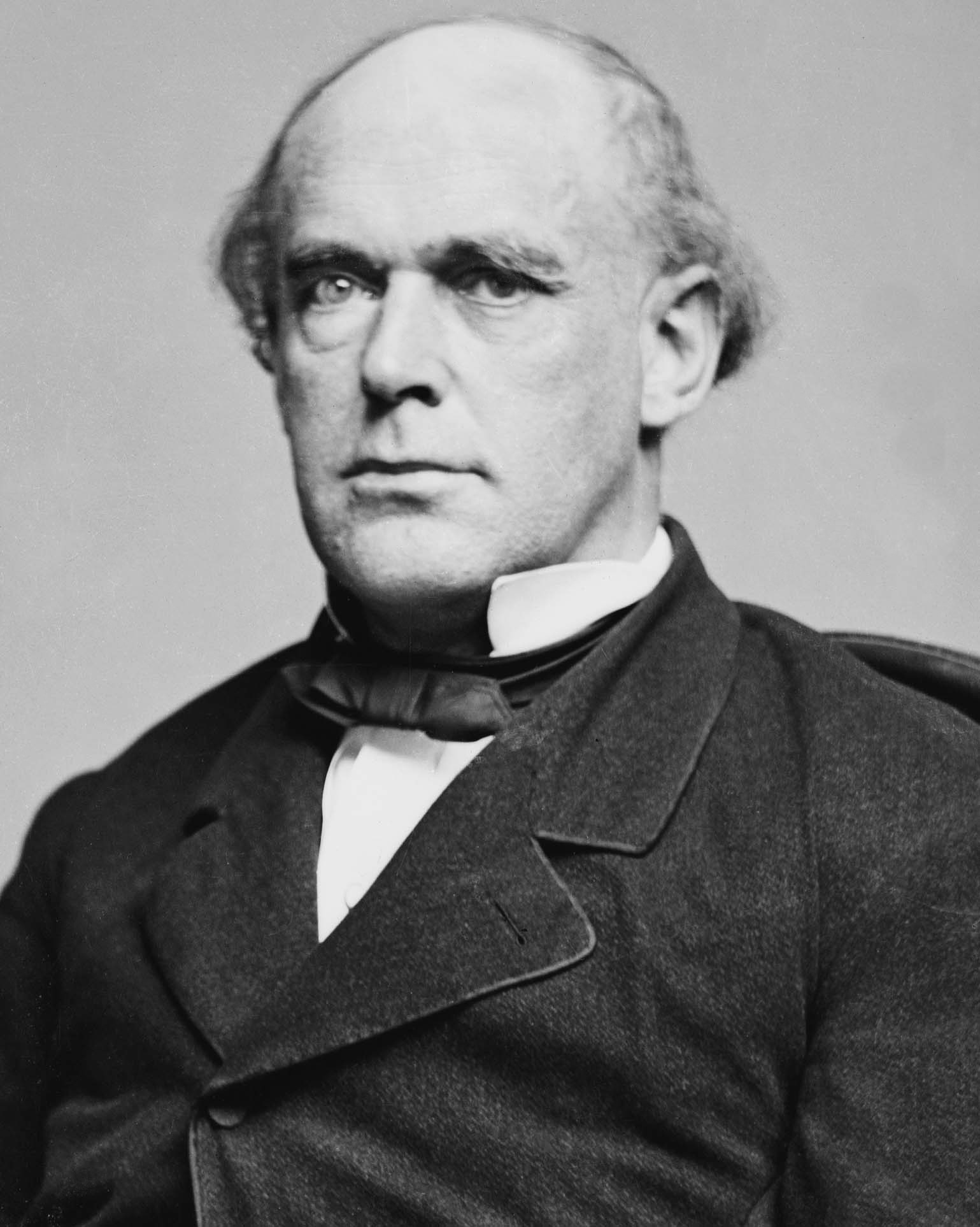
Thống đốc Salmon P. Chase từ Ohio (Từ chối ứng cử)
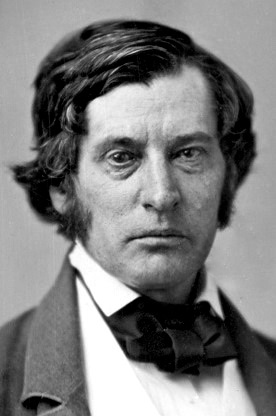
Thượng nghị sĩ Charles Sumner từ Massachusetts (Từ chối ứng cử)

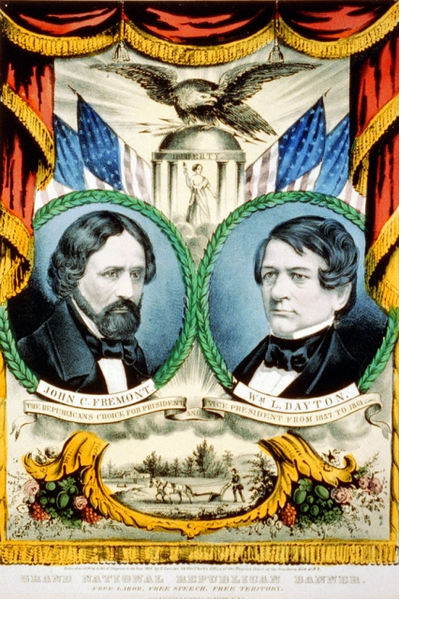
Áp phích chiến dịch Fremont/Dayton

Đảng Cộng hòa được thành lập vào đầu năm 1854 để phản đối Đạo luật Kansas-Nebraska. Trong cuộc bầu cử giữa 1854–1855, Đảng Cộng hòa là một trong những đảng nhỏ chống chính quyền tranh cử, và họ đã giành được 13 ghế trong Hạ viện cho Quốc hội khóa 34. Tuy nhiên, đảng đã cộng tác với các đảng bất mãn khác và dần dần hấp thụ chúng. Trong cuộc bầu cử năm 1855, Đảng Cộng hòa đã giành được ba chức thống đốc.
Đại hội toàn quốc Đảng Cộng hòa đầu tiên được tổ chức tại Hội trường Quỹ Âm nhạc ở Philadelphia, Pennsylvania, vào ngày 17 đến ngày 19 tháng 6 năm 1856. Đại hội đã thông qua một cương lĩnh chống chế độ nô lệ kêu gọi quyền lãnh đạo của quốc hội trong các lãnh thổ, chấm dứt chế độ đa thê ở các khu định cư Mặc Môn, và hỗ trợ liên bang cho tuyến đường sắt xuyên lục địa — một kết quả chính trị của các cuộc Khảo sát Đường sắt Thái Bình Dương. John C. Frémont, John McLean, William Seward, Salmon Chase và Charles Sumner đều đã được những người tại đại hội xem xét, nhưng ba người sau sau đó đã yêu cầu rút tên của họ; Seward và Chase không cảm thấy rằng đảng thực sự có cơ hội chiếm Nhà Trắng và bằng lòng chờ đợi cho đến cuộc bầu cử tiếp theo, trong khi Sumner, ngay cả khi ông có muốn ứng cử hay không thì cũng không thể tham gia vì vừa bị tấn công dữ dội trong phòng Thượng viện một tháng trước đại hội. Tên của McLean ban đầu được rút lại bởi quản lý của ông là Rufus Spalding, nhưng việc rút lui đã bị hủy bỏ theo yêu cầu từ phái đoàn Pennsylvania do Thaddeus Stevens dẫn đầu. Kentucky là bang miền nam duy nhất có phái đoàn tham dự đại hội. Frémont được đề cử làm tổng thống và William L. Dayton được đề cử làm phó tổng thống thay cho Abraham Lincoln.

### Đề cử Đảng Hoa Kỳ (Nhất Vô Sở Tri)
| Đề cử Đảng (Nhất Vô Sở Tri) Hoa Kỳ năm 1856 |                                         |
| Millard Fillmore                            | Andrew J. Donelson                      |
| cho Tổng thống                              | cho Phó Tổng thống                      |
|                                             |                                         |
| Tổng thống Hoa Kỳ thứ 13 (1850–1853)        | Đại sứ Hoa Kỳ tại Phổ thứ 2 (1846–1849) |

- Millard Fillmore, cựu Tổng thống Hoa Kỳ từ New York
- George Law, doanh nhân tàu hơi nước từ New York

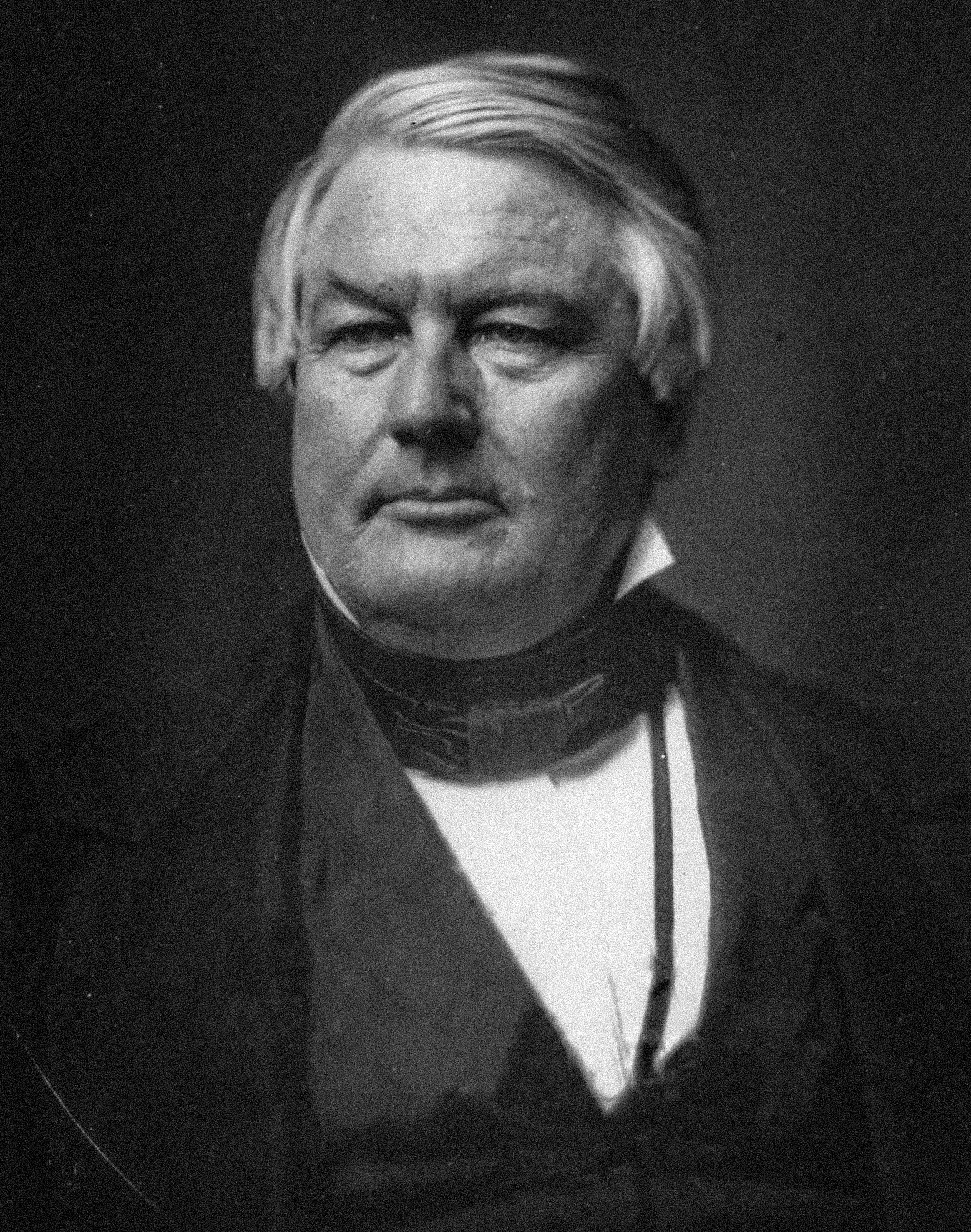
Cựu Tổng thống Millard Fillmore từ New York
Doanh nhân Tàu hơi nước George Law từ New YorkDoanh nhân Tàu hơi nước George Law từ New York

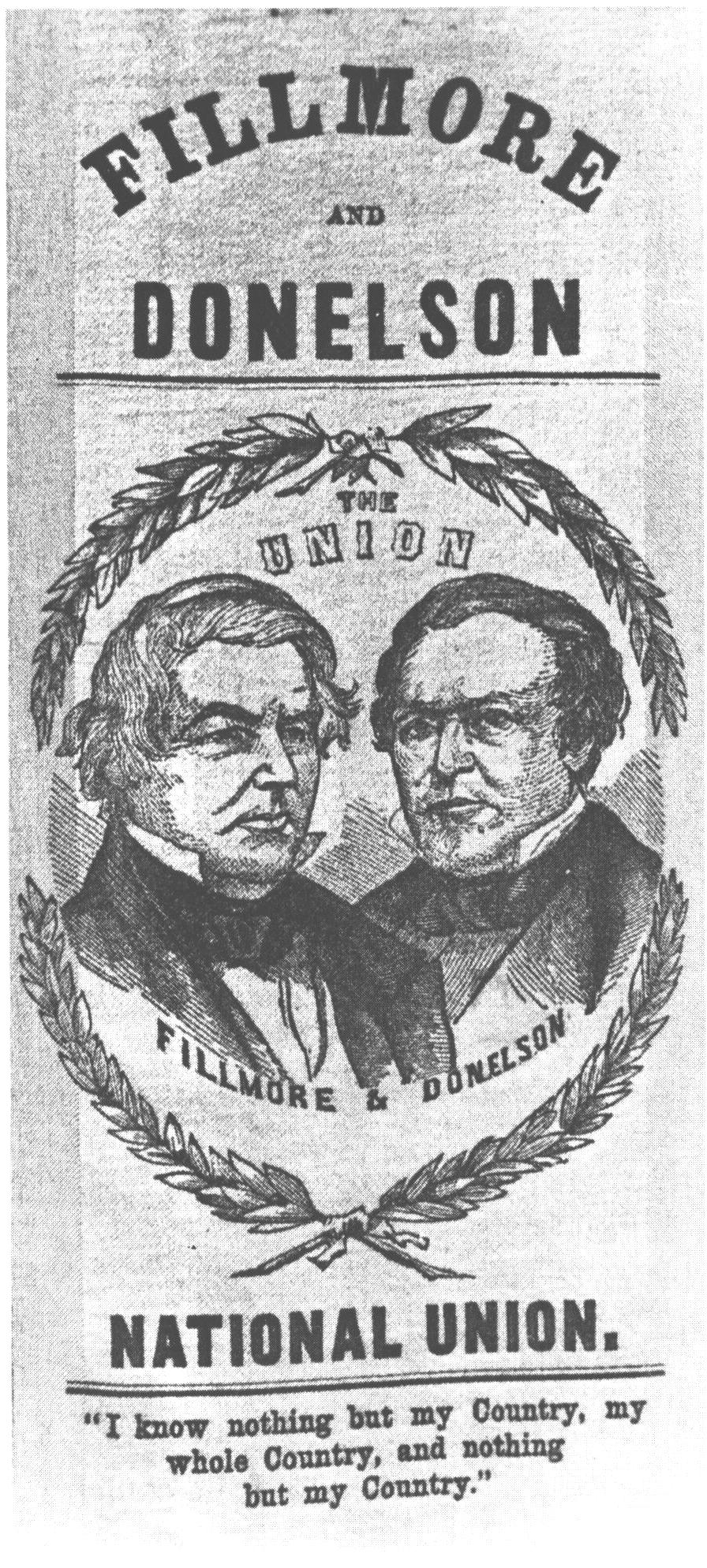
Áp phích chiến dịch Fillmore/Donelson

Đảng Hoa Kỳ, trước đây là Đảng Người Mỹ Bản địa, là tên chính thức của Đảng Nhất Vô Sở Tri. Đảng Hoa Kỳ tiếp thu phần lớn đảng viên Đảng Whig trước đây chưa gia nhập Đảng Cộng hòa hoặc Đảng Dân chủ vào năm 1854, và đến năm 1855, đảng này đã tự cho mình là đảng đối lập chính của Đảng Dân chủ. Trong 82 cuộc đua vào Hạ viện năm 1854, Đảng Hoa Kỳ đề cử 76 ứng cử viên, 35 trong số đó đã giành chiến thắng. Không ai trong số sáu ứng cử viên độc lập hoặc đảng viên Whig tranh cử trong các cuộc đua này đã được bầu. Đảng này sau đó đã thành công trong việc bầu Nathaniel P. Banks làm Chủ tịch Hạ viện trong Quốc hội khóa 34.
Đại hội toàn quốc Đảng Hoa Kỳ được tổ chức tại Hội trường Quốc gia ở Philadelphia, Pennsylvania, vào ngày 22 đến ngày 25 tháng 2 năm 1856. Sau quyết định của các nhà lãnh đạo đảng vào năm 1855 là không nêu ra quan điểm của đang về vấn đề nô lệ, đại hội đã phải quyết định làm thế nào để thỏa thuận với phái đoàn Ohio của đảng, vốn chống chế độ nô lệ. Đại hội đã bãi bỏ phái đoàn Ohio và mở lại nó dưới sự lãnh đạo ôn hòa hơn. Các đại biểu từ Ohio, Pennsylvania, Illinois, Iowa, New England và các bang miền bắc khác đã tán thành khi một nghị quyết yêu cầu bãi bỏ tất cả các ứng cử viên tương lai ủng hộ việc cấm chế độ nô lệ ở phía bắc vĩ tuyến 36 độ 30 phút. Điều này đã loại bỏ phần lớn sự ủng hộ của Đảng Hoa Kỳ ở miền Bắc bên ngoài New York, nơi phe bảo thủ vẫn trung thành với Đảng Whig.
Cái tên duy nhất nhận được nhiều sự ủng hộ là cựu Tổng thống Millard Fillmore. Nhà sử học Allan Nevins nói Fillmore không phải là đảng viên đảng Nhất Vô Sở Tri hay người theo chủ nghĩa bản địa bài ngoại. Ông đã ra khỏi đất nước khi được đề cử tổng thống và không được hỏi ý kiến về việc tranh cử. Hơn nữa, Fillmore không phải là thành viên của đảng cũng như chưa từng tham dự một cuộc họp [của Nhất Vô Sở Tri] cũng như không có "lời nói hay văn bản [...] cho thấy ông đăng ký với các nguyên tắc của đảng Hoa Kỳ". Fillmore được đề cử với 179 phiếu bầu trong tổng số 234 phiếu bầu. Đại hội đã đề cử Andrew Jackson Donelson của Tennessee làm phó tổng thống với 181 phiếu bầu so với 30 phiếu bầu cho ứng viên khác và 24 phiếu trắng. Mặc dù lập luận chủ nghĩa bản địa bài ngoại của đảng Hoa Kỳ đã thành công đáng kể trong các cuộc bầu cử địa phương và tiểu bang trong năm 1854–55, chiến dịch của Fillmore vào năm 1856 gần như tập trung hoàn toàn vào sự thống nhất quốc gia. Nhà sử học Tyler Anbinder nói, "Đảng Hoa Kỳ đã loại bỏ chủ nghĩa bản địa bài ngoại ra khỏi chương trình nghị sự của mình." Fillmore giành được 22% số phiếu phổ thông trên toàn quốc.

### Đề cử của Đảng Hoa Kỳ miền Bắc
- John C. Frémont, cựu Thượng nghị sĩ từ California
- Nathaniel P. Banks. Chủ tịch Hạ viện từ Massachusetts
- John McLean, Thẩm phán Đồng nhiệm
- Robert F. Stockton, cựu Thượng nghị sĩ từ New Jersey
- William F. Johnston, Thống đốc Pennsylvania

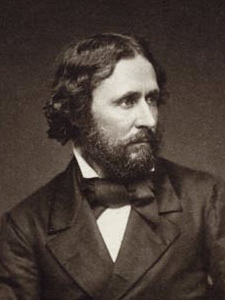
Cựu Thượng nghị sĩ John C. Frémont từ California
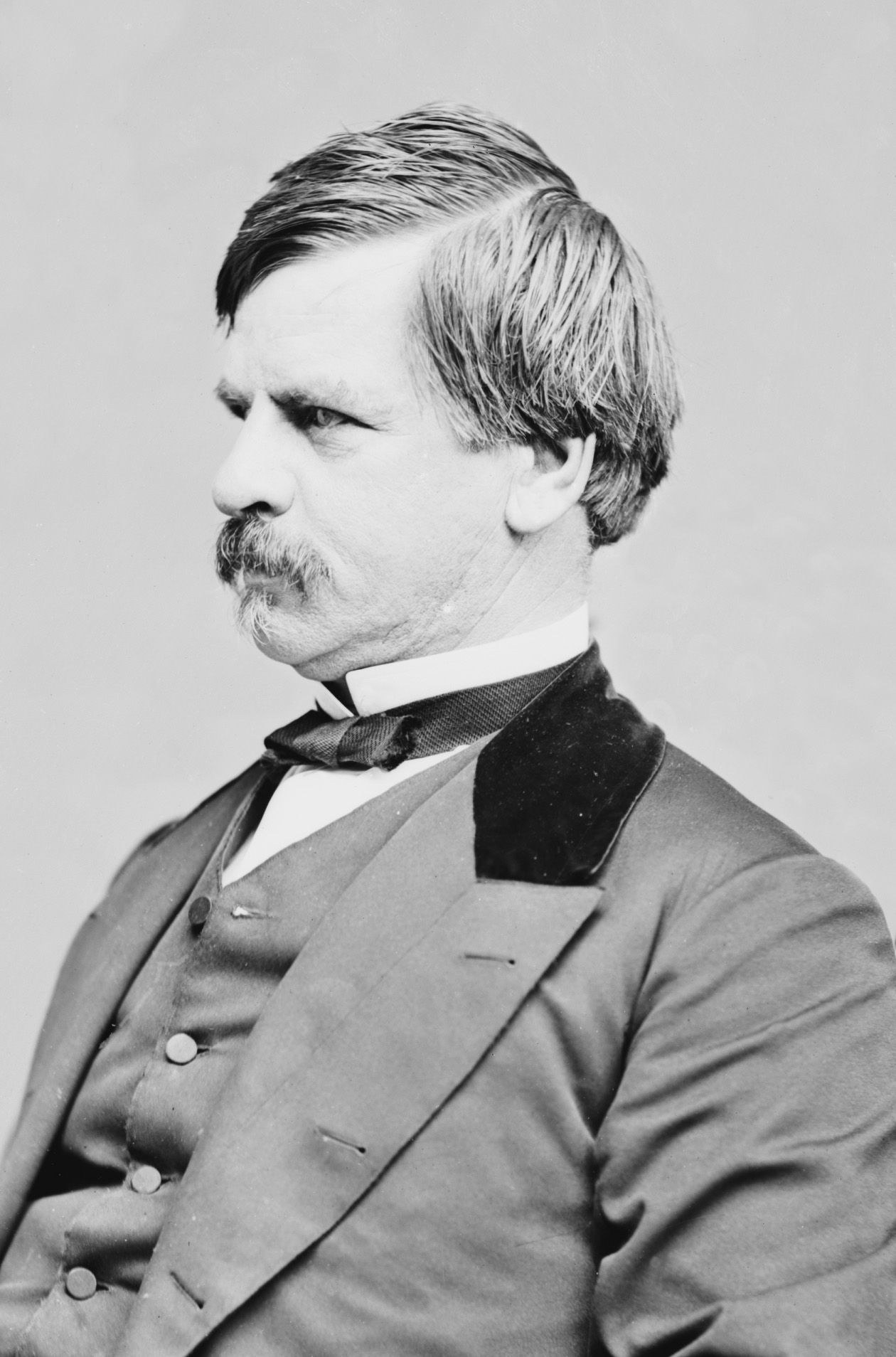
Chủ tịch Hạ viện Nathaniel P. Banks (Từ chối ứng cử)
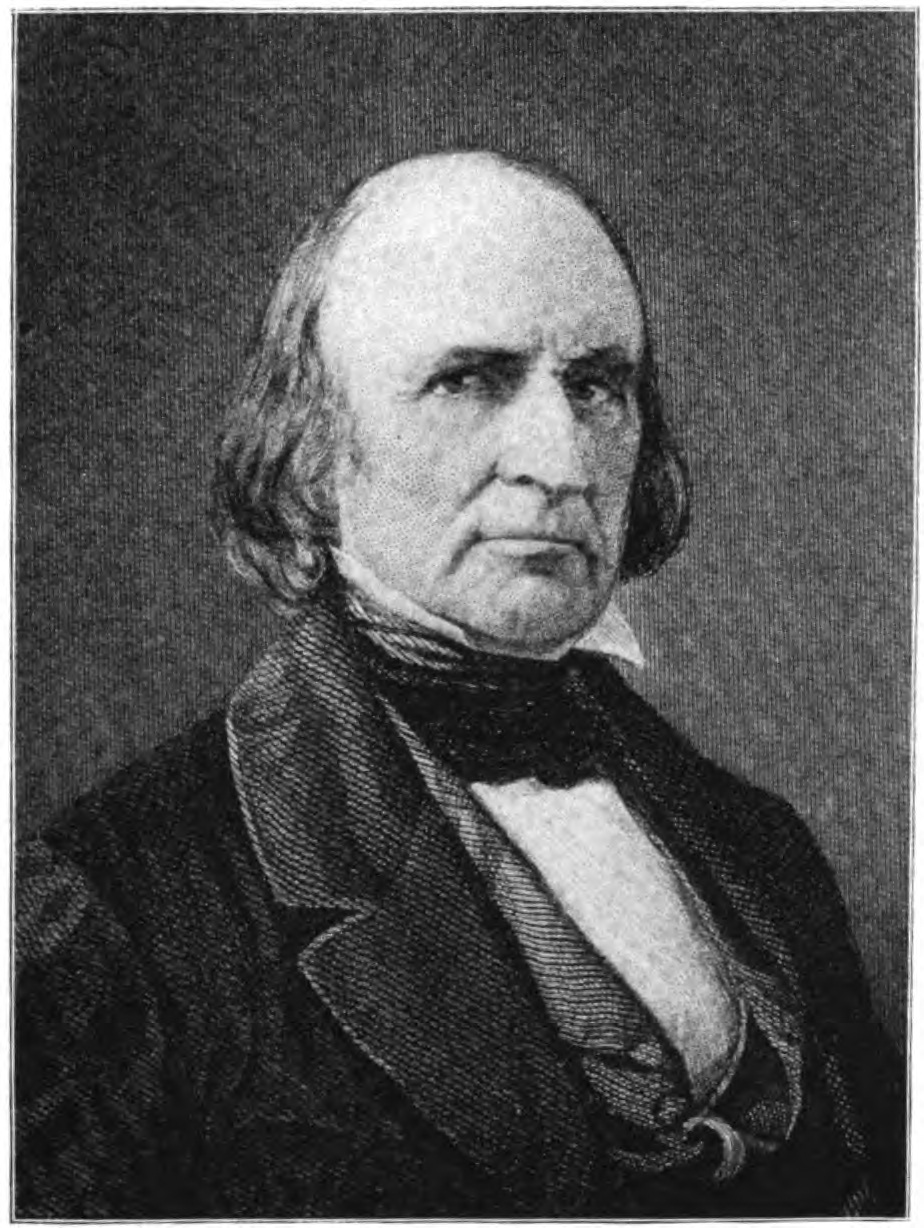
Thẩm phán Đồng nhiệm John McLean
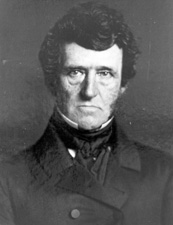
Cựu Thượng nghị sĩ Robert F. Stockton
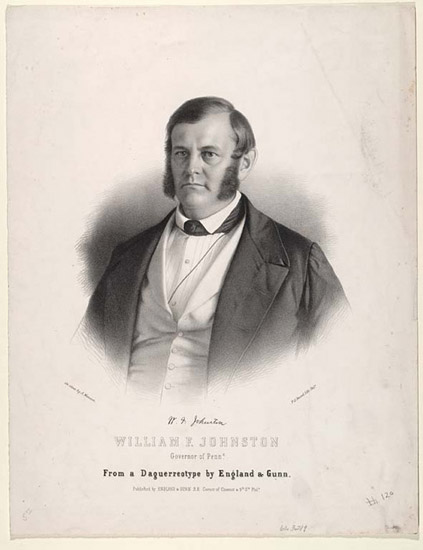
Thống đốc William F. Johnston từ Pennsylvania

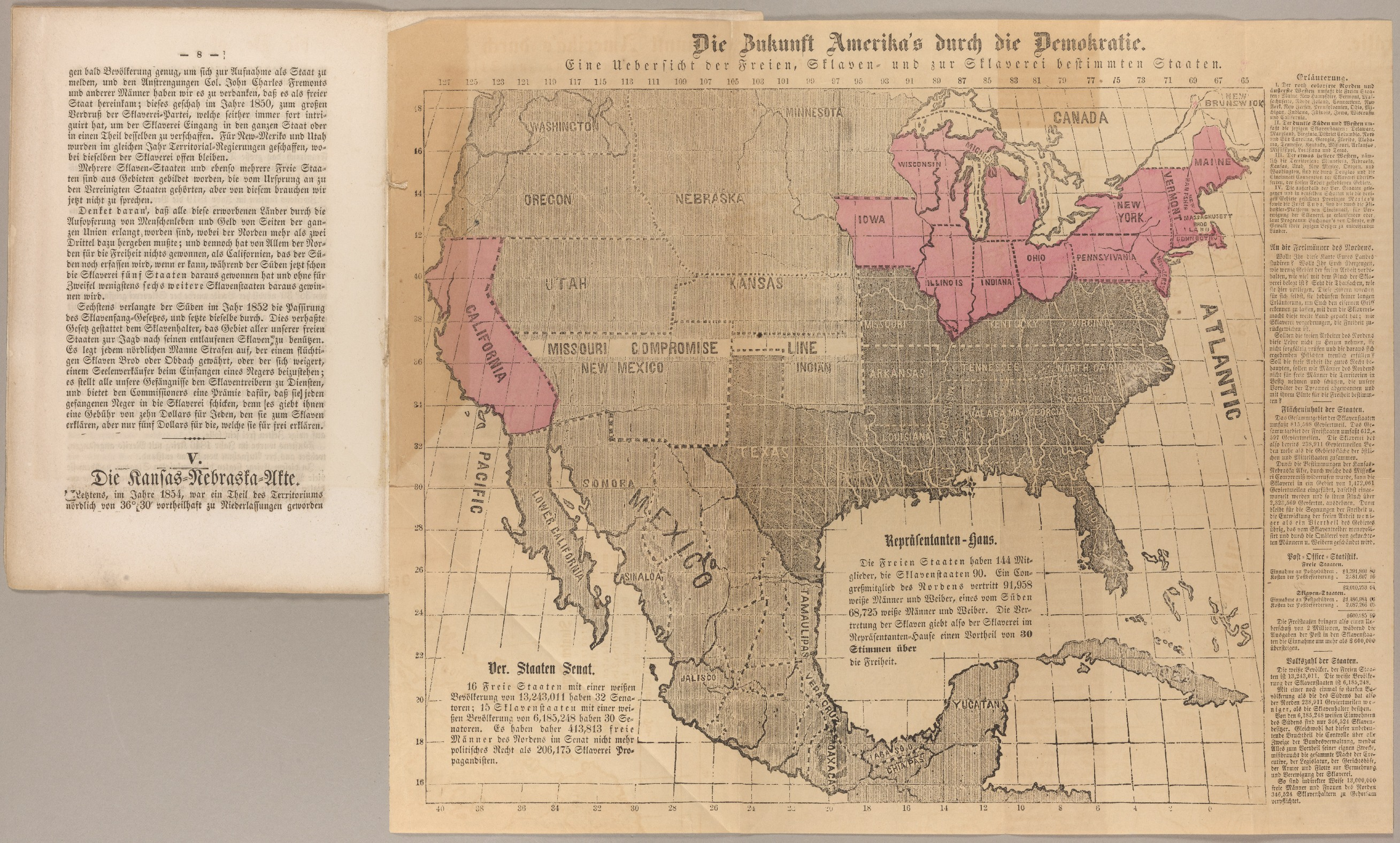
An anti-slavery map printed during the Presidential election campaign of 1856 by the John C. Fremont Campaign.

Những đảng viên Đảng Hoa Kỳ (Nhất Vô Sở Tri) chống chế độ nô lệ từ miền Bắc đã thành lập đảng của riêng họ sau khi Đảng Nhất Vô Sở Tri đề cử Fillmore ở Philadelphia. Đảng này kêu gọi đại hội toàn quốc của mình được tổ chức tại thành phố New York, ngay trước Đại hội toàn quốc Đảng Cộng hòa. Các nhà lãnh đạo đảng hy vọng sẽ cùng lựa chọn đề cử cùng với những đảng viên Cộng hòa để đánh bại Buchanan. Đại hội toàn quốc được tổ chức vào ngày 12 đến ngày 20 tháng 6 năm 1856 tại New York. Vì John C. Frémont là người được yêu thích để giành được đề cử tổng thống của Đảng Cộng hòa nên đảng Hoa Kỳ miền Bắc rất muốn đề cử ông, nhưng người ta sợ rằng làm như vậy có thể thực sự làm ảnh hưởng đến cơ hội trở thành ứng cử viên tổng thống của Đảng Cộng hòa của ông. Các đại biểu đã bỏ phiếu liên tục để chọn một ứng cử viên cho chức vụ tổng thống mà không có kết quả. Nathaniel P. Banks đã được đề cử làm tổng thống vào lần bỏ phiếu thứ 10 trước John C. Frémont và John McLean, với sự ngầm hiểu là ông sẽ rút khỏi cuộc đua và tán thành John C. Frémont sau khi ông giành được đề cử tổng thống của Đảng Cộng hòa. Các đại biểu, chuẩn bị rời đại hội, đã nhất trí ủng hộ Frémont trong lần bỏ phiếu thứ 11 ngay sau khi được Đảng Cộng hòa ở Philadelphia đề cử. Chủ tịch Đại hội, William F. Johnston, đã được đề cử cho chức phó tổng thống, nhưng sau đó rút lui khi đảng Hoa Kỳ miền Bắc và đảng Cộng hòa không thể lựa chọn giữa ông và ứng cử viên phó tổng thống của đảng Cộng hòa, William Dayton.
| Lá phiếu Tổng thống | 1  | 2  | 3  | 4  | 5  | 6  | 7  | 8  | 9  | 10 | 11 | Lá phiếu Phó Tổng thống |    |
| ------------------- | -- | -- | -- | -- | -- | -- | -- | -- | -- | -- | -- | ----------------------- | -- |
| Nathaniel P. Banks  | 43 | 48 | 46 | 47 | 46 | 45 | 51 | 50 | 50 | 53 | 0  | William F. Johnston     | 59 |
| John C. Frémont     | 34 | 36 | 37 | 37 | 31 | 29 | 29 | 27 | 28 | 18 | 92 | Thomas Ford             | 16 |
| John McLean         | 19 | 10 | 2  | 29 | 33 | 40 | 41 | 40 | 30 | 24 | 0  | John C. Frémont         | 12 |
| Robert F. Stockton  | 14 | 20 | 18 | 0  | 0  | 0  | 0  | 0  | 0  | 0  | 0  | Phân tán                | 21 |
| William F. Johnston | 6  | 1  | 15 | 0  | 0  | 0  | 0  | 0  | 0  | 0  | 0  |                         |    |
| Phân tán            | 5  | 0  | 0  | 0  | 1  | 2  | 0  | 0  | 0  | 0  | 0  |                         |    |

### Đề cử của Đảng Hoa Kỳ miền Bắc ly khai
- John C. Frémont, cựu Thượng nghị sĩ từ California
- Nathaniel P. Banks. Chủ tịch Hạ viện từ Massachusetts
- John McLean, Thẩm phán Đồng nhiệm
- Robert F. Stockton, cựu Thượng nghị sĩ từ New Jersey
- William F. Johnston, Thống đốc Pennsylvania

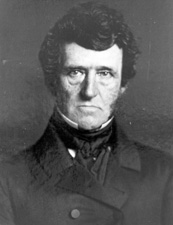
Cựu Thượng nghị sĩ Robert F. Stockton từ New Jersey (Rút lui và sau đó ủng hộ Fillmore)

Một nhóm đại biểu đảng Hoa Kỳ miền Bắc được gọi là Hoa Kỳ miền Bắc ly khai đã rời đại hội của Đảng Hoa Kỳ miền Bắc và họp riêng. Họ phản đối nỗ lực làm việc với Đảng Cộng hòa. Những đảng viên ly khai tổ chức đại hội toàn quốc của riêng họ vào ngày 16 và 17 tháng 6 năm 1856. 19 đại biểu nhất trí đề cử Robert F. Stockton làm tổng thống và Kenneth Rayner làm phó tổng thống. Đề cử của đảng này sau đó đã rút khỏi cuộc đua, với việc Stockton tán thành Millard Fillmore cho chức tổng thống.

### Đề cử của Đảng Whig
Đảng Whig lao đao vì thua cử kể từ năm 1852. Một nửa số lãnh đạo của đảng này ở miền Nam đã gia nhập Đảng Dân chủ miền Nam. Ở miền Bắc, Đảng Whig rất nổi tiếng với hầu hết các thành viên bãi nô đều gia nhập Đảng Cộng hòa. Đảng này phần nào vẫn tồn tại ở các bang như New York và Pennsylvania nhờ tham gia phong trào bãi nô.
Đại hội toàn quốc Đảng Whig lần thứ 5 (và cuối cùng) được tổ chức tại Hội trường của Viện Maryland ở Baltimore, Maryland, vào ngày 17 và 18 tháng 9 năm 1856. Có một 150 đại biểu được cử đến từ 26 tiểu bang. Mặc dù các nhà lãnh đạo của đảng này muốn giữ cho Đảng Whig tồn tại, nhưng nó đã trở nên không thể cứu vãn khi 150 đại biểu của Đảng Whig này quyết định nhất trí tán thành đề cử của Đảng Hoa Kỳ Fillmore và Donelson.

### Đề cử của Đảng Tự do
Đến năm 1856, đảng viên đảng Tự do còn lại rất ít. Hầu hết các thành viên của nó đã tham gia Đảng Đất Tự do vào năm 1848 và gần như tất cả những gì còn lại của đảng đều gia nhập Đảng Cộng hòa vào năm 1854. Những gì còn lại của đảng đã đề cử ứng cử viên Gerrit Smith dưới tên gọi "Đảng Tự do Quốc gia".

## Tổng tuyển cử

### Chiến dịch

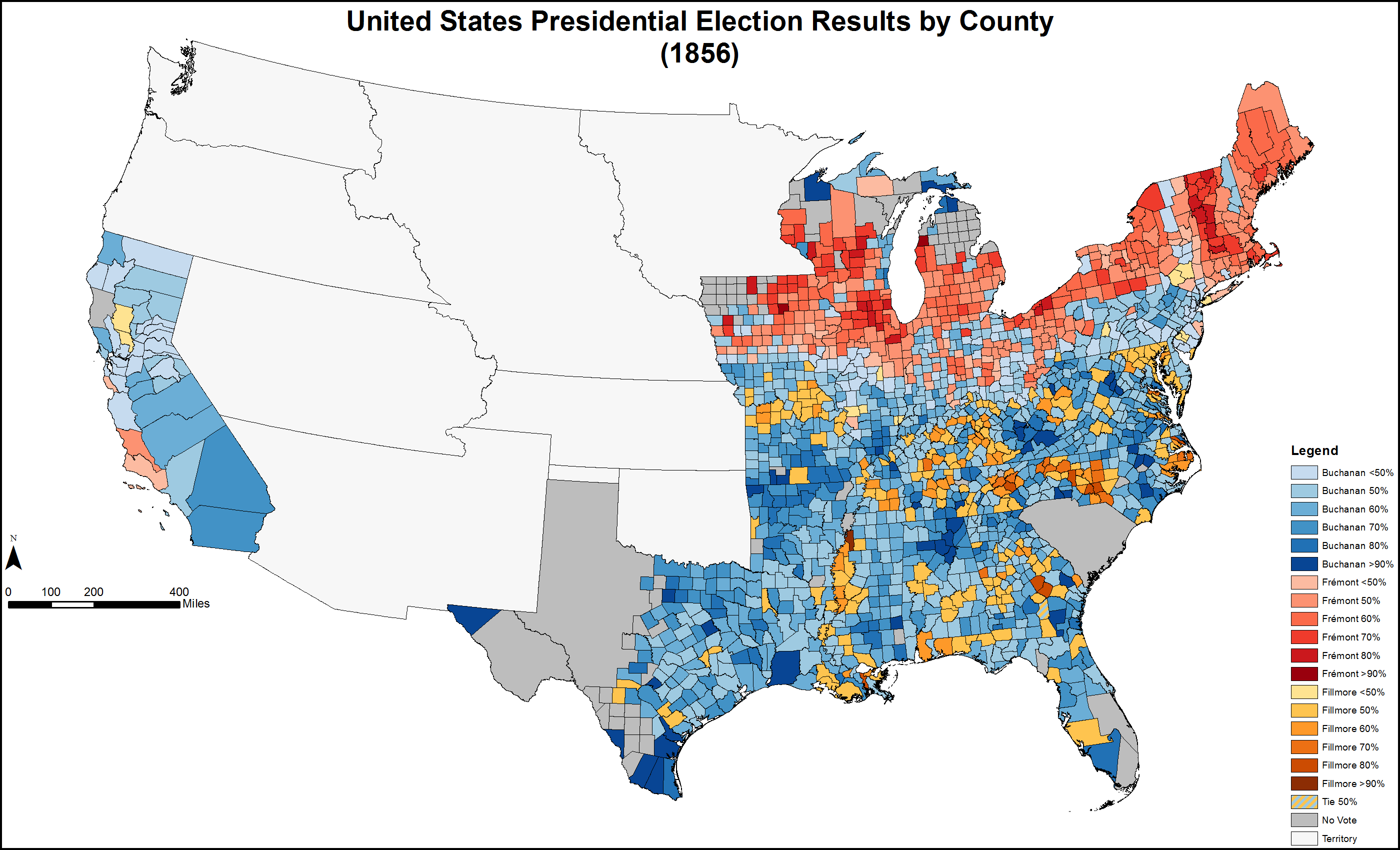
Results by county explicitly indicating the percentage for the winning candidate. Shades of blue are for Buchanan (Democratic), shades of red are for Frémont (Republican), and shades of yellow are for Fillmore (Know Nothing/Whig).

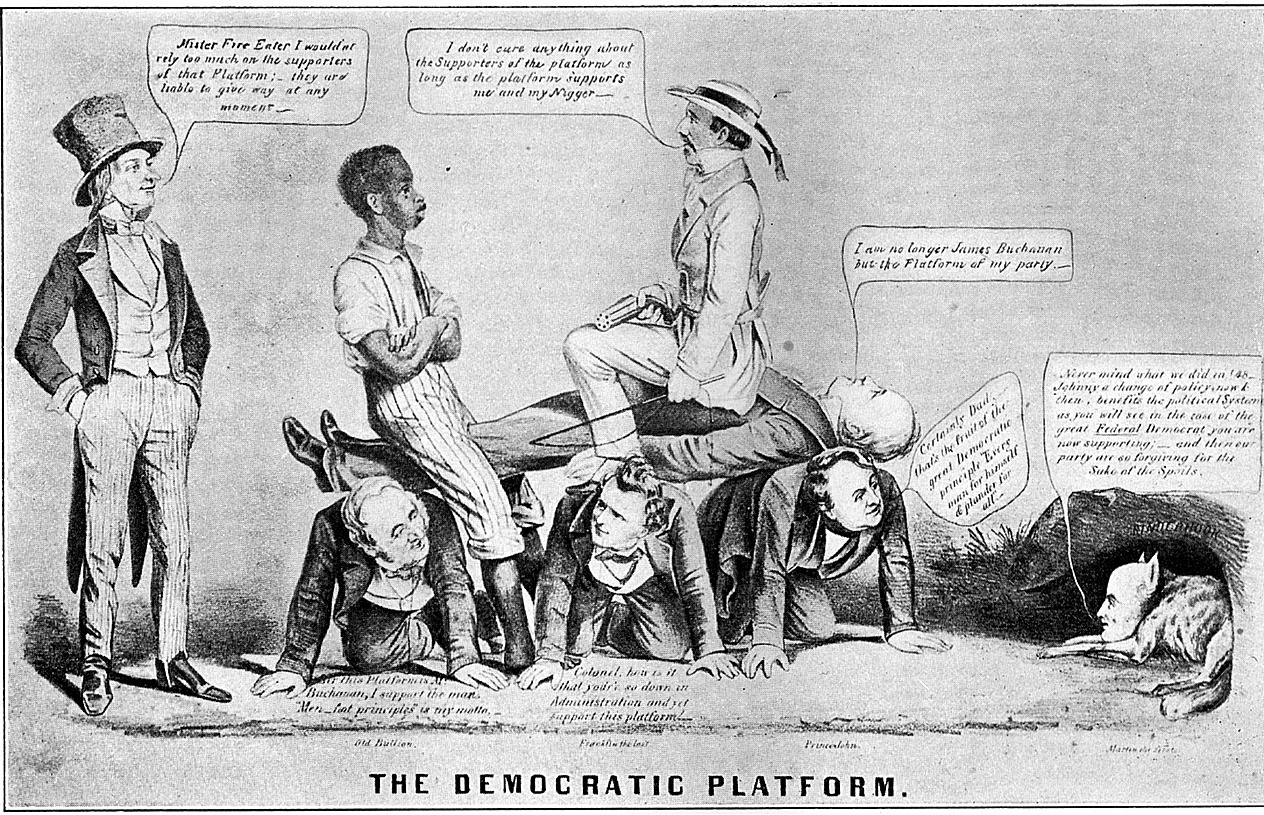
Caricature of Democratic Platform

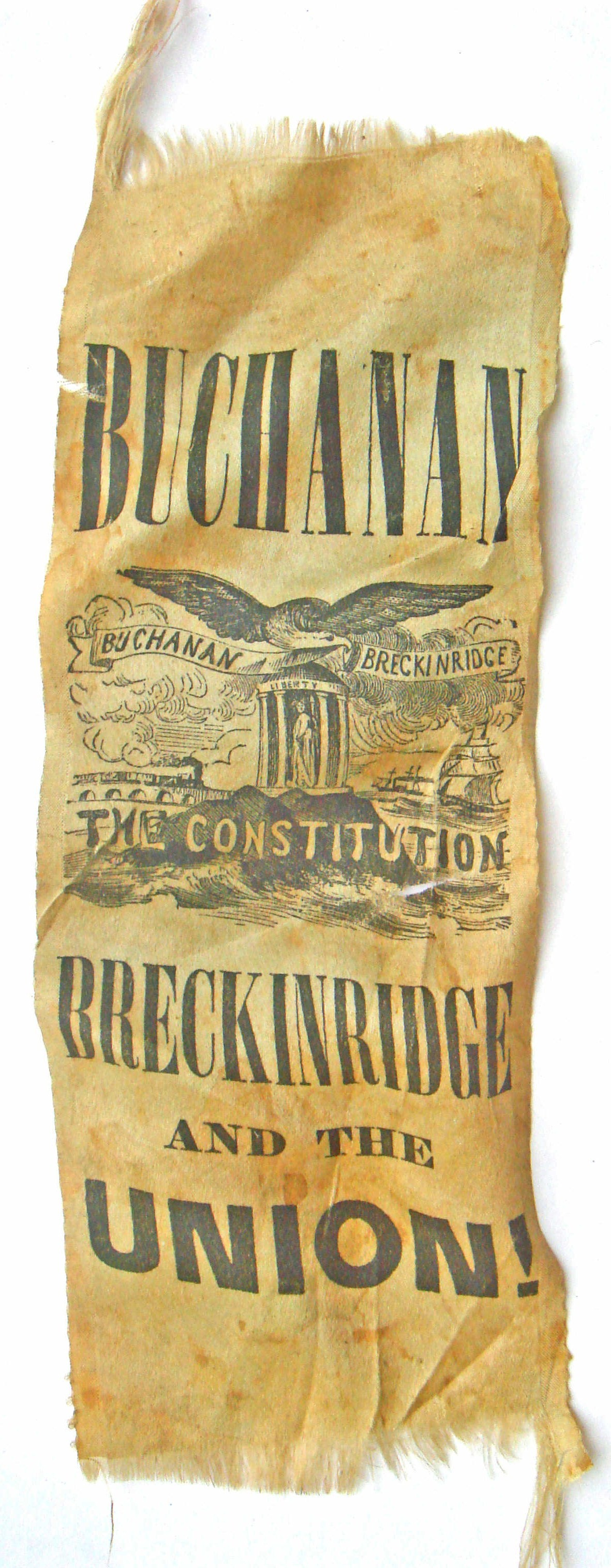
Campaign ribbon

Không ai trong số ba ứng cử viên đã thực hiện bất kỳ cuộc vận động công khai nào. Đảng Cộng hòa phản đối việc mở rộng chế độ nô lệ ở các vùng lãnh thổ: trên thực tế, khẩu hiệu của đảng này là "Tự do ngôn luận, tự do báo chí tự do, lãnh thổ tự do, mọi người tự do, Frémont và chiến thắng!" Do đó, những người Cộng hòa đã tiến hành cuộc chiến chống lại quyền sở hữu nô lệ, cảnh báo rằng nó đang phá hủy các giá trị của nền cộng hòa. Các đảng viên Dân chủ cảnh báo rằng một chiến thắng của đảng Cộng hòa sẽ dẫn đến một cuộc nội chiến.
Chính sách của Đảng Cộng hòa là phản đối việc bãi bỏ Thỏa hiệp Missouri và thông qua Đạo luật Kansas–Nebraska, đạo luật ban hành chính sách về quyền làm chủ của số đông, cho phép những tiểu bang mới quyết định xem họ mới sẽ gia nhập Liên minh với tư cách là bang tự do hay nô lệ. Đảng Cộng hòa cũng cáo buộc chính quyền Pierce đã cho phép áp đặt một chính phủ lãnh thổ tàn bạo đối với các công dân của Lãnh thổ Kansas, do đó làm bạo lực bùng phát ở sự kiện Kansas đổ máu. Họ ủng hộ việc thừa nhận Kansas là một tiểu bang tự do.
Cùng với việc phản đối sự lan rộng của chế độ nô lệ ở các lãnh thổ mới của Hoa Kỳ, đảng này cũng phản đối Tuyên ngôn Ostend, chủ trương sáp nhập Cuba từ Tây Ban Nha. Tóm lại, trọng tâm thực sự của chiến dịch là chống lại chế độ nô lệ, thứ mà họ cảm thấy đang phá hủy các giá trị cộng hòa mà Liên bang đã gây dựng qua nhiều năm.
Chính sách của Đảng Dân chủ là ủng hộ Đạo luật Kansas-Nebraska và quyền làm chủ của số đông. Đảng ủng hộ cơ quan lập pháp lãnh thổ ủng hộ chế độ nô lệ được bầu ở Kansas, phản đối các các phong trào tự do ở Kansas và phản đối Hiến pháp Topeka, cho rằng nó là một văn bản bất hợp pháp được viết trong một hội nghị bất hợp pháp. Đảng Dân chủ cũng ủng hộ kế hoạch sáp nhập Cuba, được ủng hộ trong Tuyên ngôn Ostend, mà Buchanan đã giúp đưa ra trong thời gian giữ chức Đại sứ tại Anh. Vấn đề ảnh hưởng nhất của chiến dịch tranh cử của đảng Dân chủ là cảnh báo rằng một chiến thắng của đảng Cộng hòa sẽ dẫn đến sự ly khai của nhiều bang miền nam. Chiến dịch chính của đảng Dân chủ là tạo ra một cuộc phản công chống lại những đảng viên Cộng hòa. Họ chế giễu hồ sơ quân sự của Frémont và cảnh báo rằng chiến thắng của ông sẽ kéo theo nội chiến. Phần lớn luận điệu của chiến dịch tập trung vào những tin đồn vô căn cứ liên quan đến Frémont — nói về việc ông ta với tư cách là tổng thống sẽ phụ trách một đội quân lớn để hỗ trợ các cuộc nổi dậy của nô lệ.
Bởi vì Fillmore bị nhiều người coi là không có khả năng thắng cử chức vụ tổng thống trong đề cử của đảng Hoa Kỳ, đảng Whig được khuyến khích ủng hộ Buchanan. Các đảng viên Dân chủ cũng kêu gọi những người theo chủ nghĩa thiên chúa giáo chung tay chống lại bóng ma của chủ nghĩa phân quyền ngay cả khi họ đã từng công kích quan điểm chính trị của họ.
Trong khi đó, Fillmore và đảng của ông khẳng định rằng họ là "đảng toàn quốc" duy nhất vì đảng Dân chủ nghiêng về miền Nam và đảng Cộng hòa nghiêng về miền Bắc.
Một vụ bê bối nhỏ đã nổ ra khi đảng Hoa Kỳ, tìm cách xoay chuyển các vấn đề quốc gia trở lại theo hướng chủ nghĩa dân tộc, đưa ra tin đồn rằng Frémont trên thực tế là một người Công giáo La Mã. Vì tổ tiên của Frémont là người Canada gốc Pháp, nhiều cử tri đã tin lời nói dối này. Đảng Dân chủ cũng phát tán lời nói dối này, và Đảng Cộng hòa thấy mình không thể phản bác tin đồn một cách hiệu quả vì mặc dù các tin đồn là sai, nhưng bất kỳ thông điệp nghiêm khắc nào chống lại những khẳng định đó có thể đã làm tê liệt nỗ lực của họ để đạt được phiếu bầu của người Công giáo gốc Đức. Họ đã cố gắng bác bỏ nó thông qua bạn bè và đồng nghiệp, nhưng vấn đề này vẫn tồn tại trong suốt chiến dịch và có thể khiến Frémont phải trả giá bằng sự ủng hộ của một số đảng viên đảng Hoa Kỳ.

### Kết quả
Chiến dịch có một bản chất khác ở các bang tự do và các bang nô lệ. Ở các bang tự do, có một chiến dịch với ba đảng tham gia, mà Frémont đã giành chiến thắng với 45,2% phiếu bầu, 41,5% cho Buchanan và 13,3% cho Fillmore; Frémont nhận được 114 phiếu đại cử tri so với 62 cho Buchanan. Tuy nhiên, tại các bang nô lệ, cuộc đua chỉ giành cho Buchanan và Fillmore; Buchanan giành được 56,1% phiếu bầu so với 43,8% cho Fillmore và 0,1% cho Frémont, nhận được 112 phiếu đại cử tri so với 8 cho Fillmore.
Trên toàn quốc, Buchanan đã giành được 174 phiếu đại cử tri, chiếm đa số, và do đó thắng cử. Frémont không nhận được phiếu bầu nào ở 10 trong số 14 bang nô lệ; ông chỉ nhận được 306 người ủng hộ ở Delaware, 285 ở Maryland, 283 ở Virginia, và 314 ở Kentucky.
Trong số 1.713 quận, Buchanan giành được 1.083 (63,22%), Frémont giành 366 (21,37%) và Fillmore giành 263 (15,35%). Một quận (0,06%) ở Georgia chia đều giữa Buchanan và Fillmore.
Đây sẽ là cuộc bầu cử tổng thống cuối cùng mà Đảng Nhất Vô Sở Tri tham gia tranh cử, do sau cuộc bầu cử thì đảng này bắt đầu tan rã. Sau phán quyết gây tranh cãi của Tòa án Tối cao ở vụ Dred Scott kiện Sandford vào năm 1857, hầu hết các thành viên chống chế độ nô lệ của đảng này đã gia nhập đảng Cộng hòa. Cánh ủng hộ chế độ nô lệ của Đảng Hoa Kỳ vẫn mạnh ở cấp địa phương và tiểu bang ở một số bang miền Nam, nhưng đến cuộc bầu cử năm 1860, họ không còn là một phong trào chính trị quốc gia nghiêm túc nữa. Hầu hết các thành viên còn lại của họ hoặc tham gia hoặc ủng hộ Đảng Liên minh Lập hiến vào năm 1860.
Đây là cuộc bầu cử cuối cùng mà Đảng Dân chủ thắng Pennsylvania cho đến năm 1936, cuộc bầu cử cuối cùng mà Đảng Dân chủ thắng Illinois cho đến năm 1892, cuộc bầu cử cuối cùng mà Đảng Dân chủ thắng California cho đến năm 1880, cuộc bầu cử cuối cùng mà Đảng Dân chủ thắng Indiana và Virginia cho đến năm 1876 và lần cuối cùng đảng Dân chủ giành được Tennessee cho đến năm 1872. Điều này cũng bắt đầu xu hướng ủng hộ đảng Cộng hòa lâu dài ở Vermont, mà sẽ không bị phá vỡ cho đến năm 1964, hơn một thế kỷ sau đó. Cuộc bầu cử tổng thống năm 1856 cũng là lần cuối cùng cho đến nay mà một đảng viên Dân chủ được bầu để kế nhiệm một đảng viên Dân chủ khác làm tổng thống, và là lần cuối cùng một cựu tổng thống tranh cử tổng thống trong đề cử của đáng thứ ba cho đến năm 1912, khi Theodore Roosevelt tranh cử trên danh nghĩa Đảng Cấp tiến.
| Ứng cử viên tổng thống         | Đảng                           | Bang nhà                       | Phiếu Phổ thông                | Phiếu Phổ thông                | Phiếu Đại cử tri | Đồng tranh cử              | Đồng tranh cử | Đồng tranh cử    |
| Ứng cử viên tổng thống         | Đảng                           | Bang nhà                       | Số phiếu                       | %                              | Phiếu Đại cử tri | Ứng cử viên phó tổng thống | Bang nhà      | Phiếu Đại cử tri |
| ------------------------------ | ------------------------------ | ------------------------------ | ------------------------------ | ------------------------------ | ---------------- | -------------------------- | ------------- | ---------------- |
| James Buchanan Jr.             | Dân chủ                        | Pennsylvania                   | 1,836,072                      | 45.28%                         | 174              | John Cabell Breckinridge   | Kentucky      | 174              |
| John Charles Frémont           | Cộng hòa                       | California                     | 1,342,345                      | 33.11%                         | 114              | William Lewis Dayton       | New Jersey    | 114              |
| Millard Fillmore               | Hoa Kỳ                         | New York                       | 873,053                        | 21.53%                         | 8                | Andrew Jackson Donelson    | Tennessee     | 8                |
| Khác                           | Khác                           | Khác                           | 3,177                          | 0.08%                          | —                | Khác                       | Khác          | —                |
| Tổng cộng                      | Tổng cộng                      | Tổng cộng                      | 4,054,647                      | 100%                           | 296              |                            |               | 296              |
| Cần thiết để giành chiến thắng | Cần thiết để giành chiến thắng | Cần thiết để giành chiến thắng | Cần thiết để giành chiến thắng | Cần thiết để giành chiến thắng | 149              |                            |               | 149              |

(a) Các số liệu phổ thông đầu phiếu loại trừ Nam Carolina, nơi các Đại cử tri được cơ quan lập pháp tiểu bang chọn thay vì phổ thông đầu phiếu.
| \| Phiếu Phổ thông \| Phiếu Phổ thông \| Phiếu Phổ thông \| Phiếu Phổ thông \| Phiếu Phổ thông \| \| --------------- \| --------------- \| --------------- \| --------------- \| --------------- \| \| \| \| \| \| \| \| Buchanan \| Buchanan \| \| 45.28% \| 45.28% \| \| Frémont \| Frémont \| \| 33.11% \| 33.11% \| \| Fillmore \| Fillmore \| \| 21.53% \| 21.53% \| \| Khác \| Khác \| \| 0.08% \| 0.08% \| |          |  |        |        |
| Phiếu Phổ thông |          |  |        |        |
| |          |  |        |        |
| Buchanan | Buchanan |  | 45.28% | 45.28% |
| Frémont | Frémont  |  | 33.11% | 33.11% |
| Fillmore | Fillmore |  | 21.53% | 21.53% |
| Khác | Khác     |  | 0.08%  | 0.08%  |

| \| Phiếu Đại cử tri \| Phiếu Đại cử tri \| Phiếu Đại cử tri \| Phiếu Đại cử tri \| Phiếu Đại cử tri \| \| ---------------- \| ---------------- \| ---------------- \| ---------------- \| ---------------- \| \| \| \| \| \| \| \| Buchanan \| Buchanan \| \| 58.78% \| 58.78% \| \| Frémont \| Frémont \| \| 38.51% \| 38.51% \| \| Fillmore \| Fillmore \| \| 2.70% \| 2.70% \| |          |  |        |        |
| Phiếu Đại cử tri |          |  |        |        |
| |          |  |        |        |
| Buchanan | Buchanan |  | 58.78% | 58.78% |
| Frémont | Frémont  |  | 38.51% | 38.51% |
| Fillmore | Fillmore |  | 2.70%  | 2.70%  |

## Thư viện

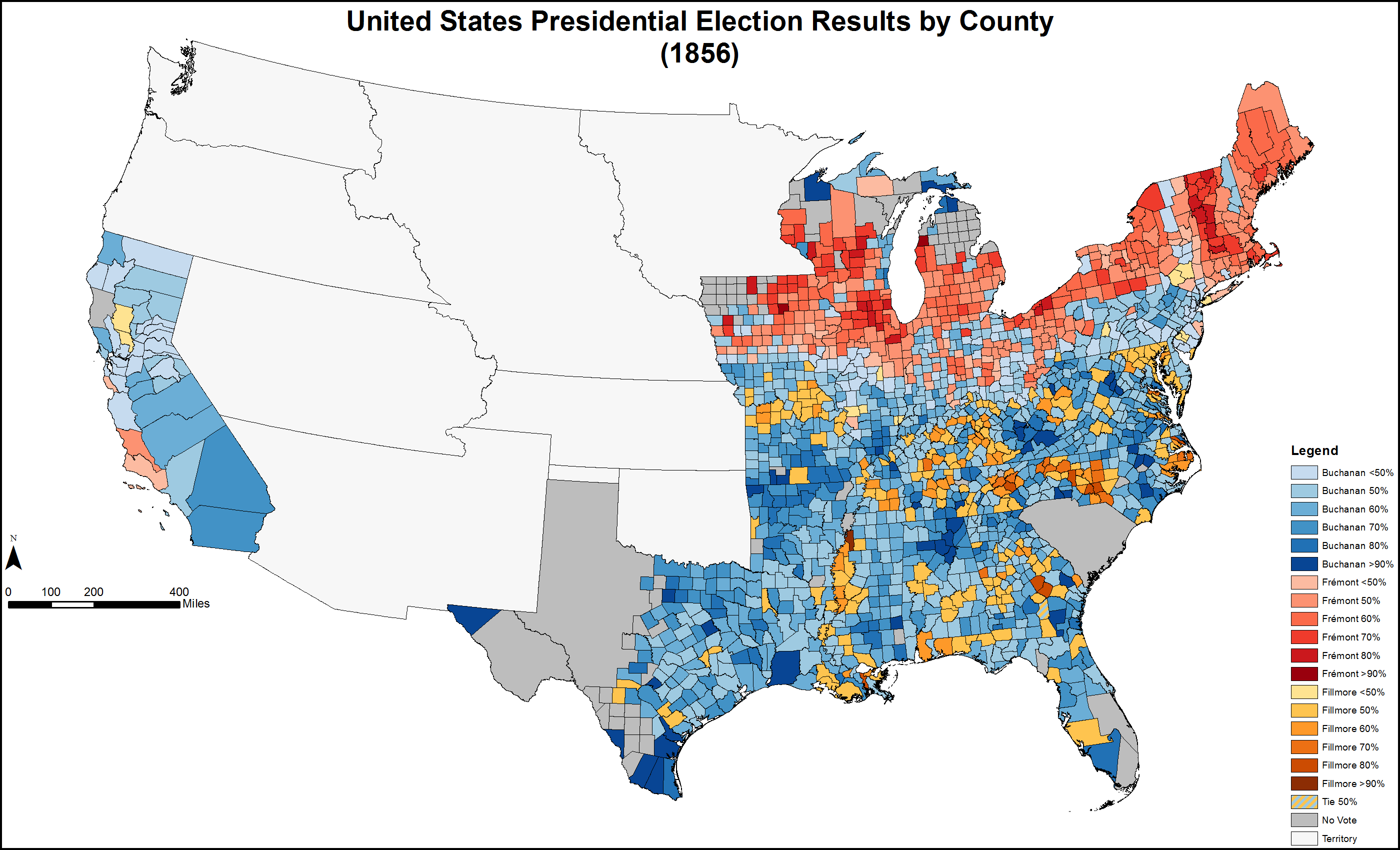
Kết quả theo quận, được tô sắc theo tỷ lệ phiếu bầu của ứng cử viên chiến thắng
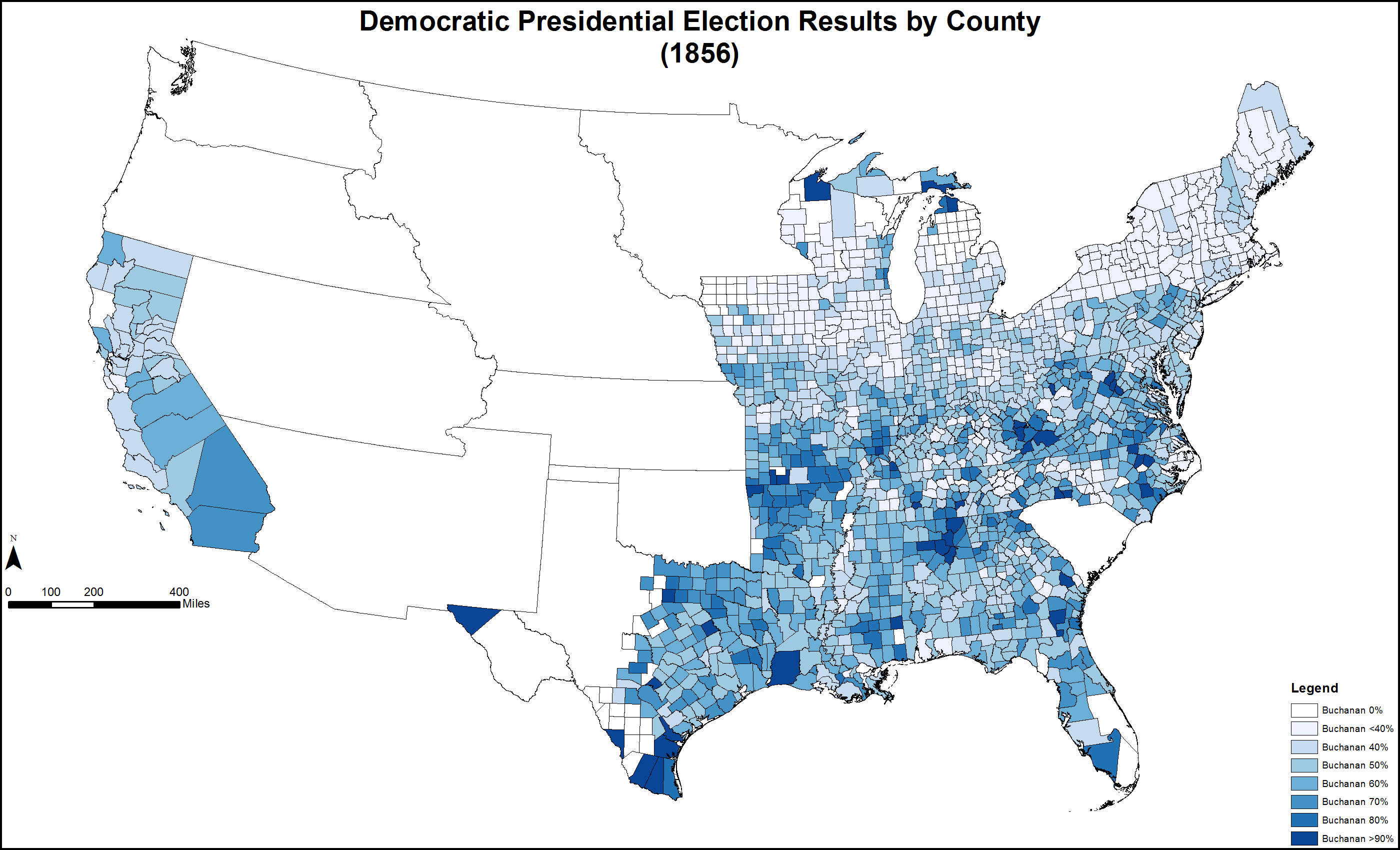
Kết quả theo quận, được tô sắc theo phần trăm phiếu bầu cho Buchanan
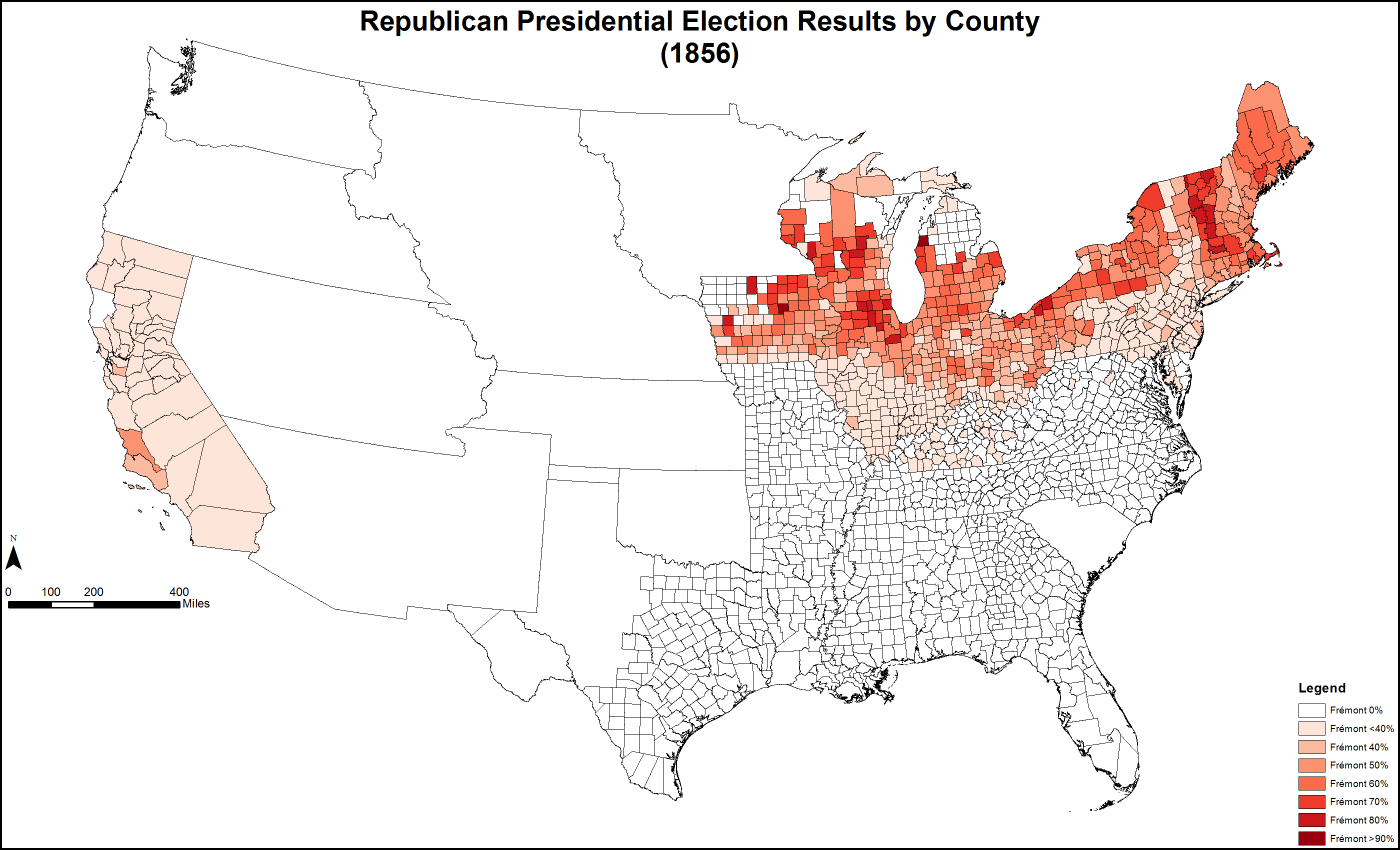
Kết quả theo quận, được tô sắc theo phần trăm phiếu bầu cho Frémont
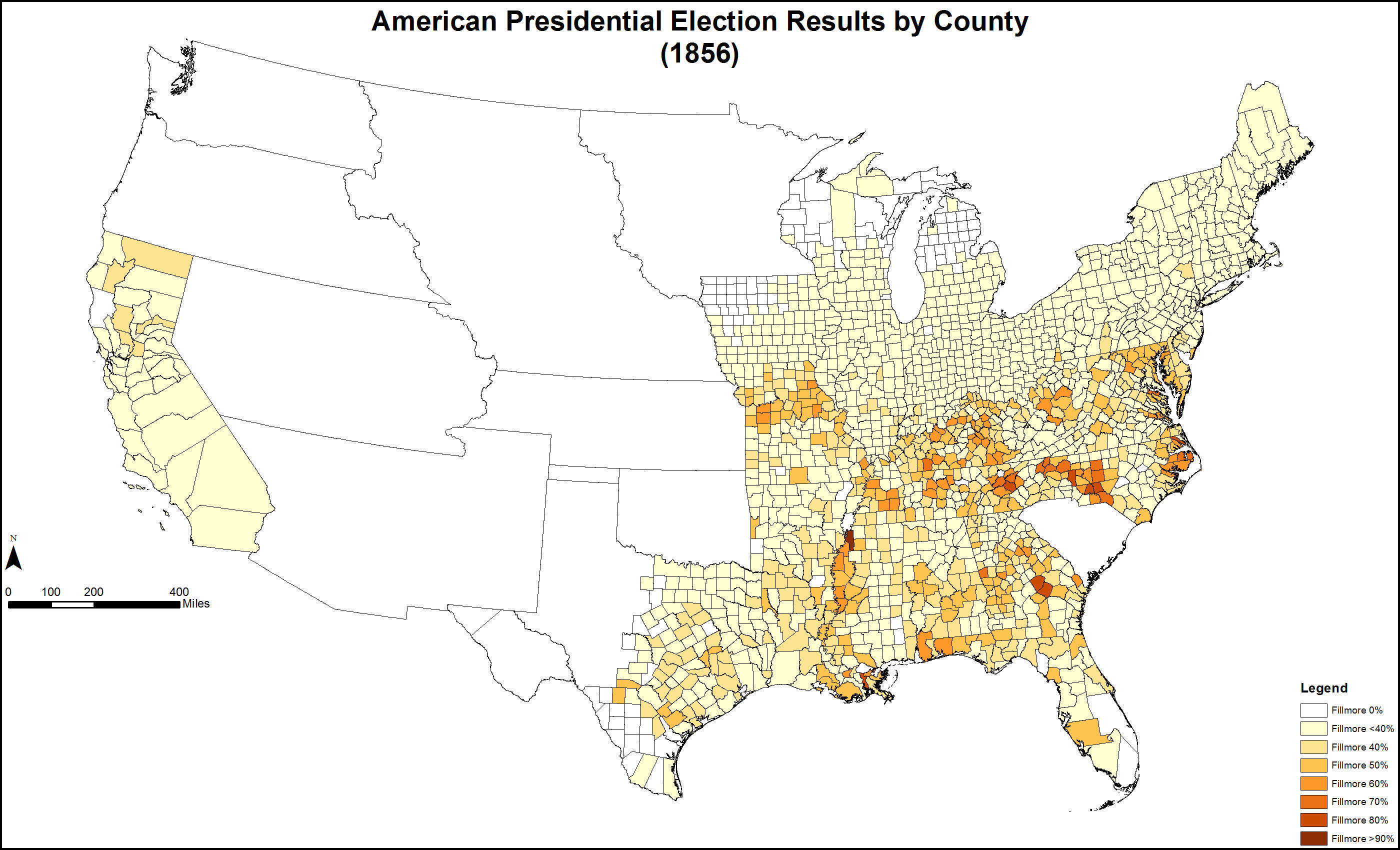
Kết quả theo quận, được tô sắc theo phần trăm phiếu bầu cho Fillmore
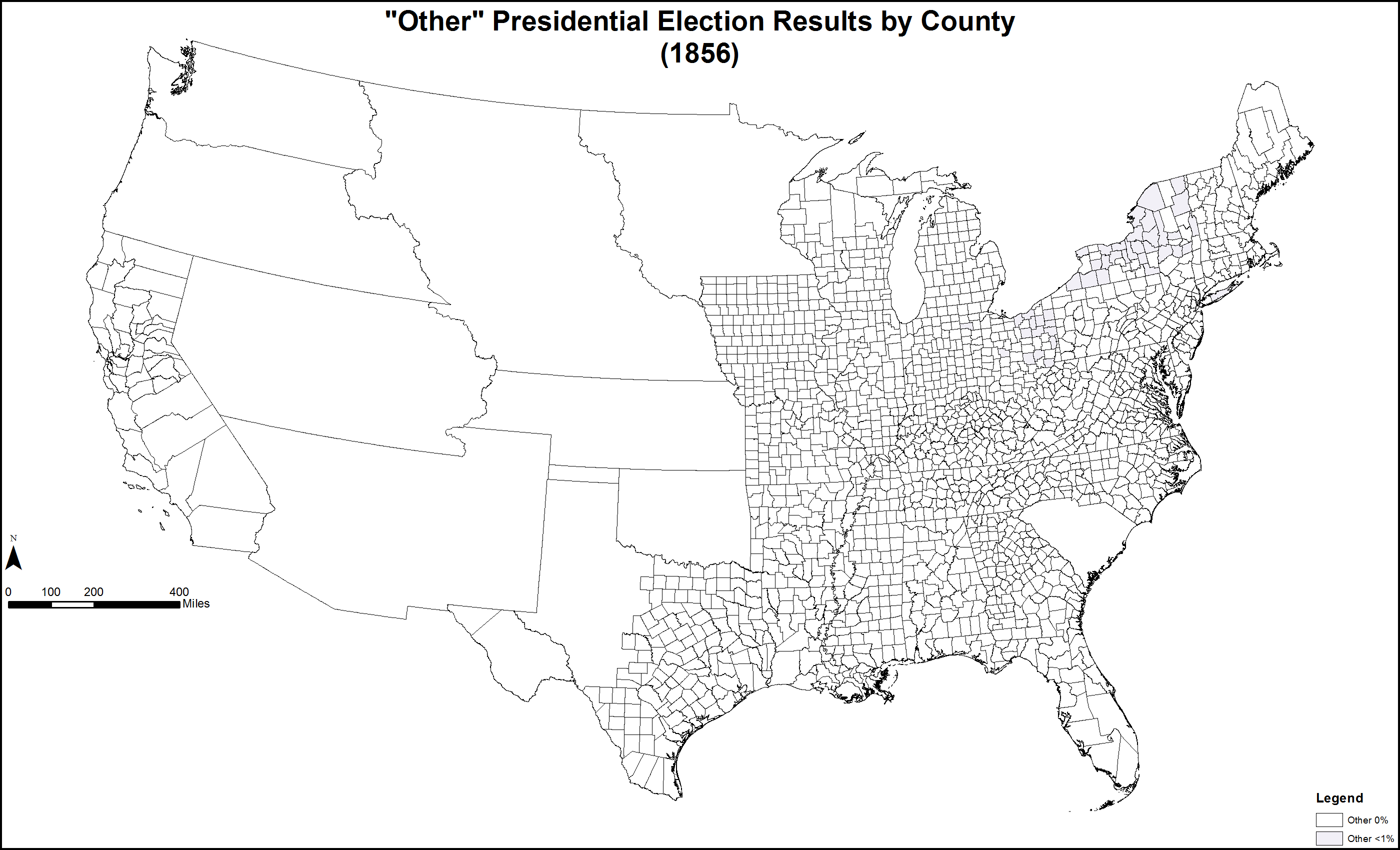
Kết quả theo quận, được tô sắc theo phần trăm phiếu bầu cho các ứng cử viên khác
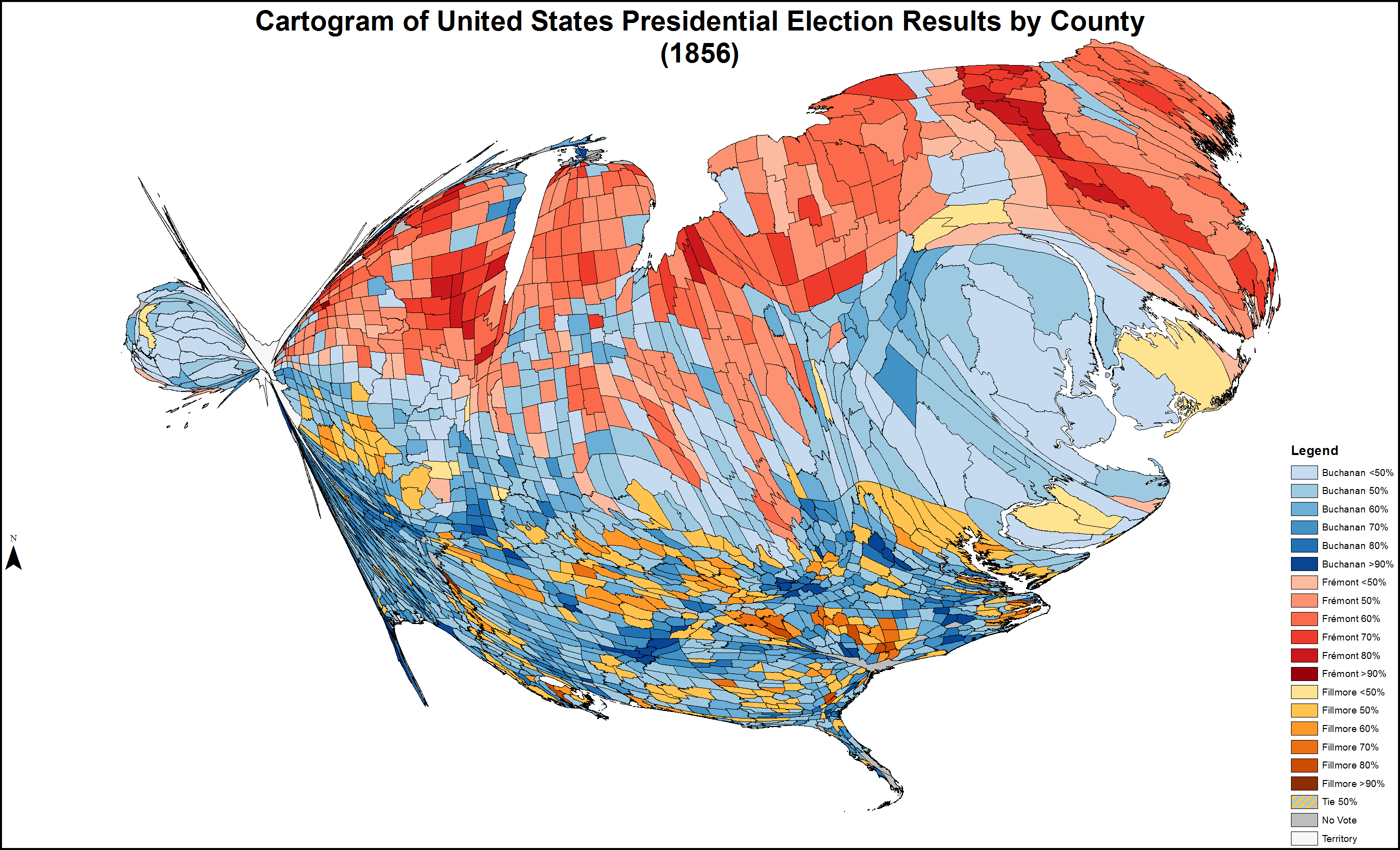
Biểu đồ Cartogram biểu thị kết quả theo quận, được tô sắc theo tỷ lệ phiếu bầu của ứng cử viên chiến thắng
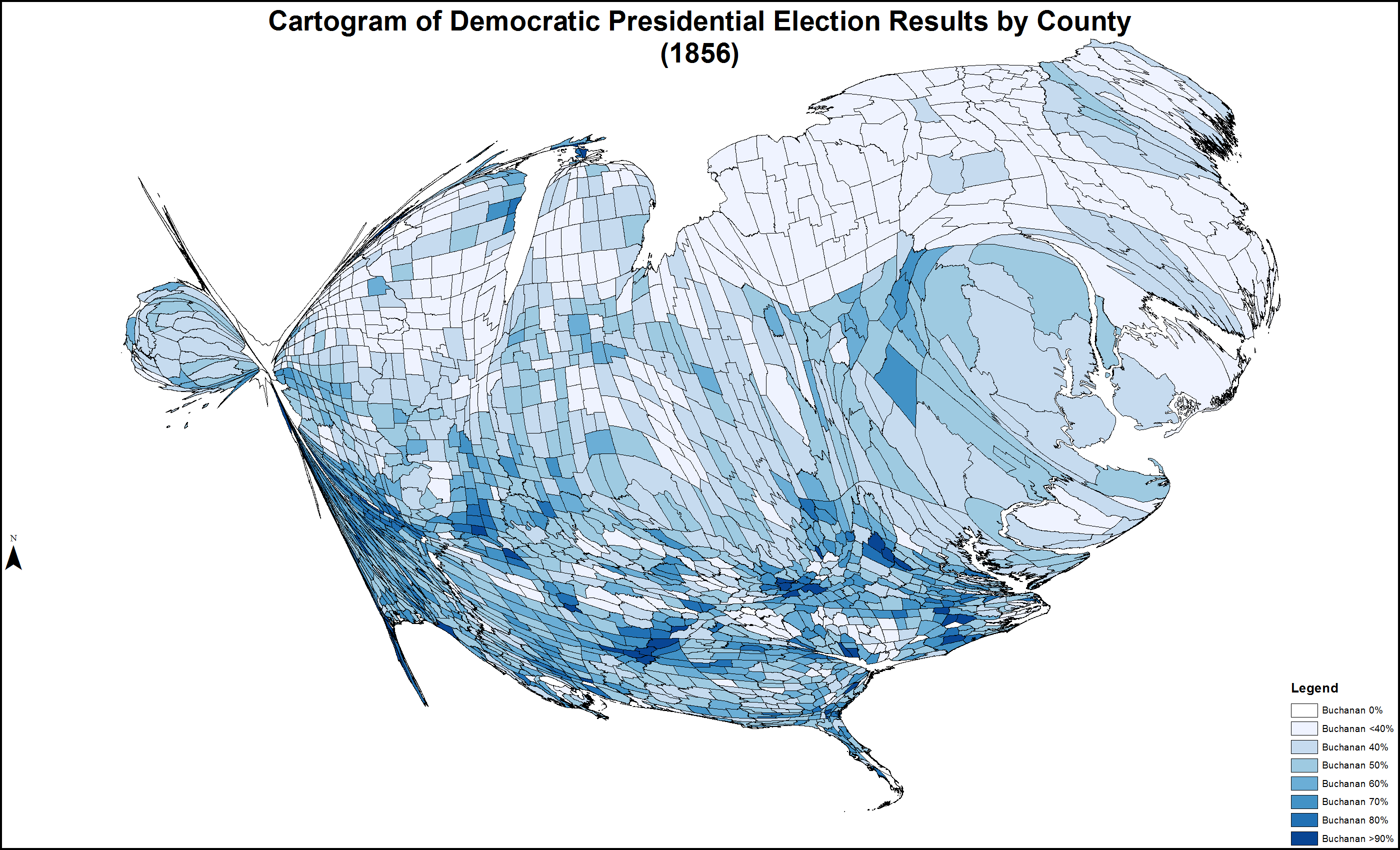
Biểu đồ Cartogram biểu thị kết quả theo quận, được tô sắc theo phần trăm phiếu bầu cho Buchanan
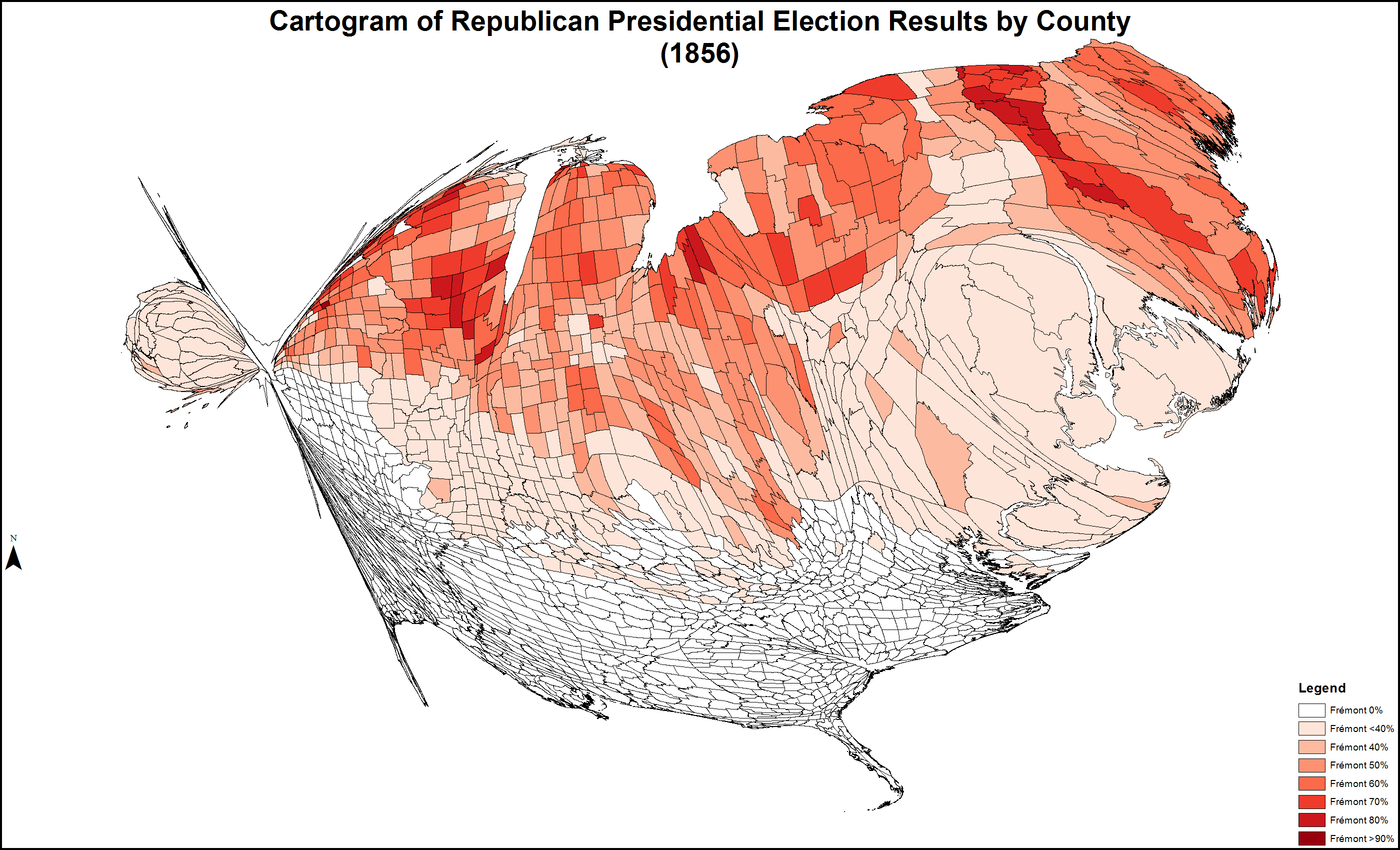
Biểu đồ Cartogram biểu thị kết quả theo quận, được tô sắc theo phần trăm phiếu bầu cho Frémont
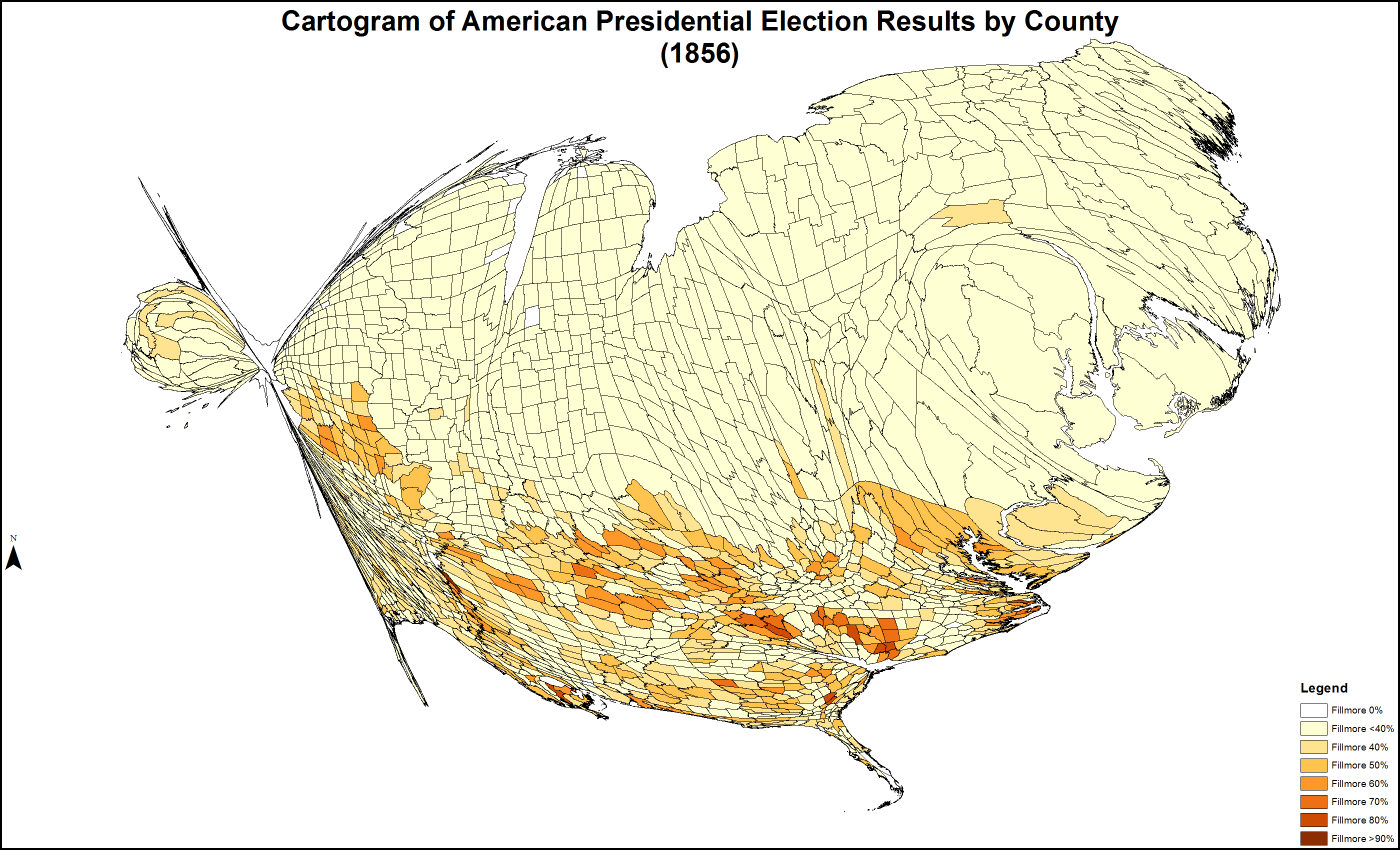
Biểu đồ Cartogram biểu thị kết quả theo quận, được tô sắc theo phần trăm phiếu bầu cho Fillmore
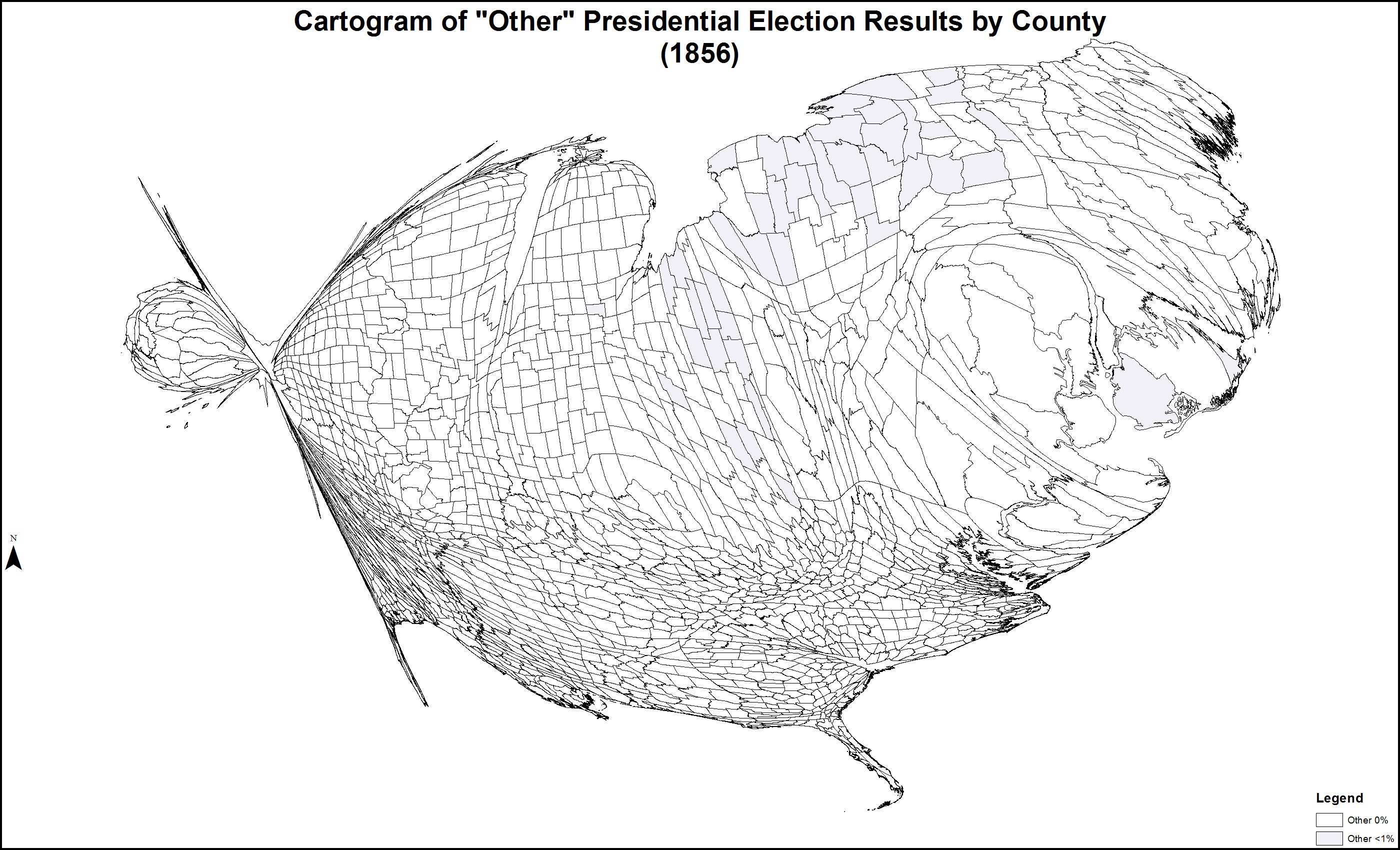
Biểu đồ Cartogram biểu thị kết quả theo quận, được tô sắc theo phần trăm phiếu bầu cho các ứng cử viên khác

## Kiểm phiếu đại cử tri từ Wisconsin: 11 tháng 2, 1857
Trong phiên họp chung của Quốc hội để kiểm phiếu đại cử tri đã xảy ra một sự lộn xộn mà một số người, trong hơn một thế kỷ rưỡi sau đó, sẽ cố gắng sử dụng như một tiền lệ để cố gắng lật ngược kết quả một cuộc bầu cử tổng thống.
Các đại cử tri của Wisconsin, không thể đến Washington D.C. do có một cơn bão tuyết trên đường đi, đã không thể bỏ phiếu cho Frémont và Dayton cho đến vài ngày sau thời gian đã định và đã gửi một giấy chứng nhận đề cập đến thực tế này. Khi Chủ tịch Thượng viện tạm quyền James Mason mở hòm phiếu bầu, ông đã kiểm phiếu số phiếu từ Wisconsin mặc cho sự phản đối của lãnh đạo của cả hai viện Quốc hội.